# 内村さまぁ〜ず
『内村さまぁ〜ず』（うちむらさまぁ〜ず）は、2006年11月1日からインターネット配信されているバラエティ番組。略称は「内さま」。2022年10月27日配信開始の#404にて一旦終了し、2023年2月9日から2024年1月25日まで『内さまワールド』と改めて配信された。
2015年11月9日よりAmazon Prime Videoにて配信が始まり、2023年2月9日からはNetflixにて新作の独占配信がされている。また、2009年4月2日からは地上波テレビ局でも放送されている。
2015年、映画化作品が公開された。詳しくは#映画を参照。

## 概要
毎回ゲストを「司会者」として迎え、出演者である内村光良、さまぁ〜ずを相手に、行き当たりばったりなその場まかせの展開で送る「脱力系成り行きバラエティ」。出演者および主要スタッフはテレビ朝日のバラエティ番組『内村プロデュース』と一部共通し、インターネット配信番組ならではの制約の少ない、よりコアな番組として制作されている。ゲストも『内村プロデュース』とほぼ共通しており、ごく初期と2016年の一部を除いて吉本興業所属のタレントは出演していない。

### インターネット配信
2006年11月1日から2009年6月30日まではミランカにて無料（要会員登録）配信を開始。最新回の無料配信のほか、過去数回分を有料で視聴することもできた。ミランカ開局以降、トップページの視聴回数ランキングで常時1位をキープするミランカの看板番組となっていた。1回の放送は約45分（CM除く）だった。
ミランカ配信サービス終了に伴い、2009年7月1日からは内さま.comにて最新回は会員登録不要で無料配信に変更、番組の更新は月に2回（1日、15日）更新される。過去のアーカイブは2009年12月16日までは「TSUTAYA DISCAS」にて配信していたが、2009年12月17日からは「LISMO Video Store」での有料配信に移行した。2010年4月30日からは「DMM.com」と「DMM.TV」、2010年6月15日からは「TSUTAYA TV」、2010年7月1日からは「J:COM オン デマンド」、2010年8月27日からは「ShowTime」でも有料配信を開始。
2011年1月1日（#101）更新分からオープニング及び番組ロゴが2代目に変更、画面アスペクト比は4:3から16:9に変更され、収録もハイビジョンに切り替わった。
内さま.comの月間の視聴数は30万回を超えていた。
2013年2月（#151）より、番組更新が隔週月曜の12：00に変更された。また「ひかりTV」での配信も加わった。放送終了前の一発芸のコーナーは、無料配信中はひかりTVでの特典映像となり、内さま.comでの配信では見ることができなくなった。
2015年11月9日11:59（#222の配信終了）をもって、内さま.com、ひかりTVでの最新回の配信を終了、これにより番組開始から続けてきた完全無料でのインターネット配信も終了した。同日12:00から配信開始の#223より、新シーズンとして『内村さまぁ〜ず SECOND』（うちむらさまぁ〜ず セカンド）にタイトルが変更され、最新回の配信プラットフォームはAmazon.co.jpがプライム会員向けに提供している見放題の映像配信サービス「Amazon Prime Video」に移行した。なお、TOKYO MX等での地上波放送も継続されている。
Amazon Prime Videoでは当初#223以降のみの配信となっていたが、2016年3月14日より#001～#103（DVD未収録の回は除く）の配信が行われるようになった。また2016年10月26日（水）12:00より#104～#222の配信も行われるようになった。
2022年10月27日配信開始の#404にて一旦の最終回が発表されたが、番組内での「また来年、多分会えるんじゃないか」という内村の発言や「少しだけお休みさせていただきます」というテロップ、三村の「放送する媒体は沢山ある」というTwitterの投稿で、2023年にAmazon Prime Video以外での配信（放送）が始まる可能性について含みを持たせていたが、2023年2月9日より『内さまワールド』としてNetflixで新たな配信が始まった。先述の通り、一度『SECOND』への改題を経ているため、『ワールド』は実質第三期といえる。

### DVD発売
2008年3月、1本に番組3回分を収録したDVDが3巻同時発売された。その後もこのDVDシリーズは3巻ずつ発売され、2023年12月までに計100本が発売されている（後述）。
2012年7月25日の「内村さまぁ〜ず vol.40」のリリースをもってギネス・ワールド・レコーズより「1つの日本のバラエティ番組におけるDVDリリース数（Most DVDs released by a Japanese style variety show）」のギネス世界記録に認定された。
2014年12月時点において、累計出荷枚数が100万枚を突破した。

### 地上波放送
2009年4月よりソニー・ミュージックエンタテインメントのプロジェクト「E!TV」のうちの1番組として独立局のTOKYO MXとテレビ神奈川で地上波での放送が開始された。
番組内容は過去に配信した作品のうちDVDに収録また収録予定の回を#100までは1回分を30分に編集して放送、#101からは1回分を30分ずつ2週に分けて放送している
なお#101放送前にインターネットでは有料生配信のみだった「内村さまぁ〜ず 5年目突入イベント」を2週に分けて放送した。またこの回からハイビジョン放送となった。
TOKYO MXでの#146放送前には地上波放送がインターネット配信に追いついてしまうため、地上波放送のみの企画として「音とか歌とかの問題を今回だけは特に気にしなくてイイ男達!!」と題して普段のインターネット配信では著作権の都合でカットされる音楽企画を行った。
なお、当番組名については、ネット局によって、番組表には「内村さまぁ～ず #○（放送回数）」と「内村さまぁ～ず SECOND」と記載されている。

## 出演者
- 内村光良（ウッチャンナンチャン） - テロップは■黄色。
- 三村マサカズ（さまぁ〜ず） - テロップは■赤。
- 大竹一樹（さまぁ〜ず） - テロップは■青。

## ゲストMC・内容

### 内村さまぁ〜ず
| 2006年 | 2006年                            | 2006年                     | 2006年                 | 2006年          | 2006年  |
| #      | 内容                              | ゲストMC                   | その他の出演者         | 無料配信期間    | 収録DVD |
| ------ | --------------------------------- | -------------------------- | ---------------------- | --------------- | ------- |
| 1      | 仲良し3人組麻布十番アピールツアー | つぶやきシロー             |                        | 11月1日 - 14日  | vol.1   |
| 2      | ぶらりタクシー途中下車の旅        | 日村勇紀（バナナマン）     | 滝口順平（ナレーター） | 11月15日 - 30日 | vol.1   |
| 3      | 俺達ちょいとムチャするぜ！        | 天野ひろゆき（キャイ〜ン） |                        | 12月1日 - 14日  | vol.1   |
| 4      | 俺達 即答倶楽部！                 | 設楽統（バナナマン）       | さがね正裕（X-GUN）    | 12月15日 - 31日 | vol.2   |

| 2007年 | 2007年                                  | 2007年                     | 2007年                                     | 2007年          | 2007年     |
| #      | 内容                                    | ゲストMC                   | その他の出演者                             | 無料配信期間    | 収録DVD    |
| ------ | --------------------------------------- | -------------------------- | ------------------------------------------ | --------------- | ---------- |
| 5      | ほろ酔いキャラで新年会！                | フットボールアワー         |                                            | 1月1日 - 14日   | （未収録） |
| 6      | 好奇心旺盛な男達                        | 竹山隆範（カンニング）     |                                            | 1月15日 - 31日  | vol.2      |
| 7      | 俺達 何でもお見通し！                   | 板倉俊之（インパルス）     |                                            | 2月1日 - 14日   | （未収録） |
| 8      | 俺達 バイトの達人！                     | ケンドーコバヤシ           |                                            | 2月15日 - 28日  | （未収録） |
| 9      | オーストラリアすごろくツアー！          | 出川哲朗                   |                                            | 3月1日 - 14日   | vol.2      |
| 10     | 定員制満喫オーストラリアツアー！        | つぶやきシロー             | 出川哲朗                                   | 3月15日 - 31日  | vol.3      |
| 11     | 何でも選手権！                          | イジリー岡田               |                                            | 4月1日 - 14日   | vol.3      |
| 12     | 俺達 激写隊！                           | 有野晋哉（よゐこ）         |                                            | 4月15日 - 30日  | vol.3      |
| 13     | 俺達ちょいとムチャするぜ！2             | 天野ひろゆき（キャイ〜ン） | ウド鈴木（キャイ〜ン）                     | 5月1日 - 14日   | vol.4      |
| 14     | ザッツ・オムニバス大作戦！              | 設楽統（バナナマン）       |                                            | 5月15日 - 31日  | vol.4      |
| 15     | 俺達そこそこアクターズ!!                | アンガールズ               |                                            | 6月1日 - 14日   | vol.4      |
| 16     | 我ら、初老べからず!!                    | レッド吉田（TIM）          |                                            | 6月15日 - 30日  | vol.5      |
| 17     | そろそろリーダー決めようぜ！            | ゴルゴ松本（TIM）          |                                            | 7月1日 - 14日   | vol.5      |
| 18     | 笑いの三段活用が出来る男達！            | ホリ                       |                                            | 7月15日 - 31日  | vol.5      |
| 19     | 必ず奇跡を呼んじゃう男達！              | 名倉潤（ネプチューン）     |                                            | 8月1日 - 14日   | vol.6      |
| 20     | 俺達、古き良き時代を振り返り隊！        | 小木博明（おぎやはぎ）     |                                            | 8月15日 - 31日  | vol.6      |
| 21     | 若手との壁崩壊記念日                    | 出川哲朗                   | トリプルクラウン デコボコ団 イシクラノオノ | 9月1日 - 14日   | vol.6      |
| 22     | 目指せ！マルチタレント 芸の幅スクール！ | 土田晃之                   | 阿藤快                                     | 9月15日 - 30日  | vol.7      |
| 23     | 東京喫茶店はしご旅                      | ビビる大木                 | 大内登                                     | 10月1日 - 14日  | vol.7      |
| 24     | 俺達、突然招待されちゃうぜ！            | -                          |                                            | 10月15日 - 31日 | vol.7      |
| 25     | 大自然クイズ                            | 児嶋一哉（アンジャッシュ） |                                            | 11月1日 - 14日  | vol.8      |
| 26     | 5人揃えば潰しが利く男達！               | バナナマン                 |                                            | 11月15日 - 30日 | vol.8      |
| 27     | 有吉弘行 初の単独シークレットライブ!!   | 有吉弘行                   |                                            | 12月3日 - 14日  | vol.8      |
| 28     | 年忘れ！かくしていた芸大会              | 上島竜兵（ダチョウ倶楽部） |                                            | 12月15日 - 31日 | vol.9      |

| 2008年 | 2008年                                                      | 2008年                     | 2008年                                      | 2008年             | 2008年  |
| #      | 内容                                                        | ゲストMC                   | その他の出演者                              | 無料配信期間       | 収録DVD |
| ------ | ----------------------------------------------------------- | -------------------------- | ------------------------------------------- | ------------------ | ------- |
| 29     | 新春！超自然クイズ！                                        | ずん                       | 出川哲朗（電話）                            | 1月1日 - 14日      | vol.9   |
| 30     | 鍋の可能性を探る男達！                                      | アンガールズ               |                                             | 1月15日 - 31日     | vol.9   |
| 31     | これが出来たら取っ払い！                                    | 東貴博（Take2）            |                                             | 2月1日 - 15日      | vol.10  |
| 32     | こたつの良さを痛感したい男達！                              | 千秋                       |                                             | 2月15日 - 29日     | vol.10  |
| 33     | 若手女芸人との壁崩壊記念日                                  | ゴルゴ松本（TIM）          | とうふ めっちぇん ほくろ38コ                | 3月1日 - 14日      | vol.10  |
| 34     | カンニング竹山結婚1周年おめでとうツアー！                   | カンニング竹山             |                                             | 3月15日 - 31日     | vol.11  |
| 35     | カニ食べ尽くしツアー！                                      | 有野晋哉（よゐこ）         |                                             | 4月1日 - 14日      | vol.11  |
| 36     | 超大自然クイズ 春の陣                                       | 児嶋一哉（アンジャッシュ） | 有吉弘行 出川哲朗（電話）                   | 4月15日 - 30日     | vol.11  |
| 37     | 何でも選手権！Part2                                         | イジリー岡田               |                                             | 5月1日 - 14日      | vol.12  |
| 38     | 公園遊具の限界を探る男達！                                  | 青木さやか                 |                                             | 5月15日 - 31日     | vol.12  |
| 39     | TKO東京進出5回目記念！東京人にしてあげよう！                | TKO                        |                                             | 6月1日 - 14日      | vol.12  |
| 40     | 男・出川哲朗のトークを存分に堪能したい男達！                | 出川哲朗                   |                                             | 6月15日 - 30日     | vol.13  |
| 41     | 2008年夏を先取り！愛車を徹底的に洗おうぜ!!                  | 土田晃之                   |                                             | 7月1日 - 14日      | vol.13  |
| 42     | ザ・有吉弘行MCへの道！〜トークパラダイス〜                  | 有吉弘行                   |                                             | 7月15日 - 31日     | vol.13  |
| 43     | 枕遊びの可能性を徹底的に探る男達！                          | サンドウィッチマン         |                                             | 8月1日 - 14日      | vol.14  |
| 44     | 江戸東京博物館巡りツアー！                                  | バナナマン                 |                                             | 8月15日 - 31日     | vol.14  |
| 45     | 男なら私を口説いてみなさいよ！                              | オアシズ                   |                                             | 9月1日 - 14日      | vol.14  |
| 46     | 超大自然クイズ 〜夏の陣〜                                   | ずん                       | 出川哲朗（電話）                            | 9月15日 - 30日     | vol.15  |
| 47     | 中途半端が大嫌い！駄菓子食べ尽くしツアー!!                  | 有野晋哉（よゐこ）         |                                             | 10月1日 - 14日     | vol.15  |
| 48     | 俺達ちょいとムチャするぜ 3                                  | 天野ひろゆき（キャイ〜ン） | ウド鈴木（キャイ〜ン）                      | 10月15日 - 31日    | vol.15  |
| 49     | TKO東京進出成功記念!! 東京人検定ツアー!!                    | TKO                        |                                             | 11月1日 - 14日     | vol.16  |
| 50     | そろそろソフトボールの練習がしたい男たち!!                  | 出川哲朗                   | しんのすけとシャン 関あっし 鬼ヶ島 ダメジン | 11月15日 - 30日    | vol.16  |
| 51     | 東京蕎麦屋 はしご旅!!                                       | ビビる大木                 | 大内登                                      | 12月1日 - 14日     | vol.16  |
| 52     | そろそろ人間ドックで不安を解消したい男達！                  | 日村勇紀（バナナマン）     |                                             | 12月15日 - 31日    | vol.17  |
| 53     | ケチの噂を吹き飛ばせ！新春!! 超若手芸人宅お年玉放出ツアー！ | つぶやきシロー             | やさしい雨 KICK☆ 青春ダーツ                 | 12月26日 - 1月14日 | vol.17  |

| 2009年 | 2009年                                                                          | 2009年                                              | 2009年                            | 2009年          | 2009年  |
| #      | 内容                                                                            | ゲストMC                                            | その他の出演者                    | 無料配信期間    | 収録DVD |
| ------ | ------------------------------------------------------------------------------- | --------------------------------------------------- | --------------------------------- | --------------- | ------- |
| 54     | さまぁ〜ずのコンビ結成20周年を笑いナシで祝っちゃう男達！                        | 千秋                                                |                                   | 1月15日 - 31日  | vol.17  |
| 55     | そろそろ男を磨きたい男達！                                                      | 出川哲朗                                            |                                   | 1月31日 - 14日  | vol.18  |
| 56     | レッド吉田の良さをとことん引き出す男達                                          | レッド吉田（TIM）                                   |                                   | 2月15日 - 28日  | vol.18  |
| 57     | 東貴博の半生を振り返るツアー!!                                                  | 東貴博（Take2）                                     |                                   | 2月28日 - 14日  | vol.18  |
| 58     | 女性の扱いにそこそここなれた男達                                                | 土田晃之                                            | 和希沙也                          | 3月15日 - 31日  | vol.19  |
| 59     | 急にテーマ曲を作っちゃう男達！                                                  | バナナマン                                          |                                   | 4月1日 - 14日   | vol.19  |
| 60     | どんなお題でも多彩な話術を繰り広げちゃう男達！                                  | ナイツ                                              |                                   | 4月15日 - 30日  | vol.19  |
| 61     | 俺達ちょいとムチャするぜ！4                                                     | 天野ひろゆき（キャイ〜ン）                          | ウド鈴木（キャイ〜ン） 神奈月     | 5月1日 - 14日   | vol.20  |
| 62     | フリップその全てを知りたがる男達！                                              | バカリズム                                          |                                   | 5月15日 - 31日  | vol.20  |
| 63     | U字工事の栃木人をなめんなよ！                                                   | U字工事                                             |                                   | 6月1日 - 14日   | vol.20  |
| 64     | 私、岡田のことをわざわざ知って下さる男達！                                      | 岡田圭右（ますだおかだ）                            |                                   | 6月15日 - 30日  | vol.21  |
| 65     | オードリーの可能性を知っておきたい男達!!                                        | オードリー                                          |                                   | 7月1日 - 14日   | vol.21  |
| 66     | 神社について僕イケメンに教わりたい男達！                                        | 狩野英孝                                            |                                   | 7月15日 - 31日  | vol.21  |
| 67     | 柳原可奈子を口説きオトしたい男ども                                              | 柳原可奈子                                          |                                   | 8月1日 - 14日   | vol.22  |
| 68     | とにかく休みは欲しいけど いざ休みになると何をしたら良いのかよくわからない男達！ | アンタッチャブル                                    |                                   | 8月15日 - 31日  | vol.22  |
| 69     | 町のサウナ屋さんぶらり旅                                                        | ビビる大木                                          |                                   | 9月1日 - 14日   | vol.22  |
| 70     | 超大自然クイズ 〜超夏の陣〜                                                     | ずん                                                | 出川哲朗（電話） 蛭子能収（VTR）  | 9月15日 - 30日  | vol.23  |
| 71     | 究極の食欲の秋を楽しむ男達!                                                     | 有野晋哉（よゐこ）                                  |                                   | 10月1日 - 14日  | vol.23  |
| 72     | 今こそ上島竜兵という男について真剣に考える安田達！                              | 上島竜兵（ダチョウ倶楽部） 安田和博（デンジャラス） | 肥後克広（VTR） 寺門ジモン（VTR） | 10月15日 - 31日 | vol.23  |
| 73     | 大久保佳代子の可能性を教えられる男達！                                          | 大久保佳代子（オアシズ）                            |                                   | 11月1日 - 14日  | vol.24  |
| 74     | これが出来たら取っ払い 東MAXランド2009                                          | 東貴博（Take2）                                     |                                   | 11月15日 - 30日 | vol.24  |
| 75     | 明日からイライラしないで過ごす男達!!                                            | ふかわりょう つぶやきシロー                         |                                   | 12月1日 - 14日  | vol.24  |
| 76     | そろそろ人間ドックで体の不安を解消したい男達2009！                              | 出川哲朗                                            |                                   | 12月15日 - 31日 | vol.25  |

| 2010年 | 2010年                                                     | 2010年                       | 2010年                                              | 2010年          | 2010年  |
| #      | 内容                                                       | ゲストMC                     | その他の出演者                                      | 無料配信期間    | 収録DVD |
| ------ | ---------------------------------------------------------- | ---------------------------- | --------------------------------------------------- | --------------- | ------- |
| 77     | 祝! 2010年!! 内さま新春放談！                              | -                            | 菅野鈴子 狩野英孝とその母 永塚勤（つぶやきシロー）  | 1月1日 - 14日   | vol.25  |
| 78     | そろそろ白黒ハッキリさせたい男達！                         | 東京03                       |                                                     | 1月15日 - 31日  | vol.25  |
| 79     | 勝手に修学旅行気分を味わっちゃう男達！                     | サンドウィッチマン           |                                                     | 2月1日 - 14日   | vol.26  |
| 80     | 若林の悩みを是が非でも今すぐに解決したい男達！             | オードリー                   |                                                     | 2月15日 - 28日  | vol.26  |
| 81     | 東京ラーメン屋はしご旅                                     | ビビる大木                   | 大内登                                              | 3月1日 - 14日   | vol.26  |
| 82     | 無趣味な人生を改め多趣味になりたい男たち                   | ゴルゴ松本（TIM）            |                                                     | 3月15日 - 31日  | vol.27  |
| 83     | いとうあさこの人生に共感したい男達！                       | いとうあさこ                 |                                                     | 4月1日 - 14日   | vol.27  |
| 84     | 本当は有吉の様に思う存分毒を吐きたい男達！                 | 有吉弘行                     |                                                     | 4月15日 - 30日  | vol.27  |
| 85     | 老後の為に自分の体を知っておきたい男達!!                   | 土田晃之                     |                                                     | 5月1日 - 14日   | vol.28  |
| 86     | 生放送でちゃんと間を埋められる男になりたい男達！           | 岡田圭右（ますだおかだ）     |                                                     | 5月15日 - 31日  | vol.28  |
| 87     | 木本を待つ男達!!                                           | 木本武宏（TKO）              |                                                     | 6月1日 - 14日   | vol.28  |
| 88     | ジモンワールドに入りたがる男達！                           | 寺門ジモン（ダチョウ倶楽部） |                                                     | 6月15日 - 30日  | vol.29  |
| 89     | 私・鳥居みゆきの扱いに少々困っている男達！                 | 鳥居みゆき                   |                                                     | 7月1日 - 14日   | vol.29  |
| 90     | 光良を待つ男達!!                                           | -                            | 有吉弘行 オアシズ 岡田圭右（ますだおかだ） 狩野英孝 | 7月15日 - 31日  | vol.29  |
| 91     | エセな男達！                                               | TKO                          |                                                     | 8月1日 - 14日   | vol.30  |
| 92     | 早稲田大学でキャンパスライフを体感したい男達！             | 小島よしお                   |                                                     | 8月15日 - 31日  | vol.30  |
| 93     | 超大自然クイズ2010 in 沖縄!! 前半戦                        | 木本武宏（TKO）              | 出川哲朗（電話）                                    | 9月1日 - 14日   | vol.30  |
| 94     | 超大自然クイズ2010 in 沖縄!! 後半戦                        | 木本武宏（TKO）              | 木下隆行（TKO、電話）                               | 9月15日 - 30日  | vol.31  |
| 95     | 究極の食欲の秋を楽しむ男達2010                             | 有野晋哉（よゐこ）           |                                                     | 10月1日 - 14日  | vol.31  |
| 96     | オジサン達の持ち味を引き出す企画発表会!!                   | ウド鈴木（キャイ〜ン）       | 天野ひろゆき(キャイ〜ン)                            | 10月15日 - 31日 | vol.31  |
| 97     | 明日からイライラしないで過ごす男達！ニュージェネレーション | 小島よしお 狩野英孝          |                                                     | 11月1日 - 14日  | vol.32  |
| 98     | 3つのお題を巧みに操る男達!!                                | 劇団ひとり                   | 島田秀平 範田紗々                                   | 11月15日 - 30日 | vol.32  |
| 99     | そろそろ人間ドックで体の不安を解消したい男達！2010！       | つぶやきシロー               |                                                     | 12月1日 - 14日  | vol.32  |
| 100    | 祝! 内村さまぁ〜ず100回記念パーティを開催する男達!!        | -                            | 出川哲朗                                            | 12月15日 - 31日 | vol.33  |

| 2011年 | 2011年                                                     | 2011年                                    | 2011年                                                                    | 2011年          | 2011年  |
| #      | 内容                                                       | ゲストMC                                  | その他の出演者                                                            | 無料配信期間    | 収録DVD |
| ------ | ---------------------------------------------------------- | ----------------------------------------- | ------------------------------------------------------------------------- | --------------- | ------- |
| 101    | お正月を我が家で我が家と過ごしたい男達！                   | 我が家                                    | 大内登                                                                    | 1月1日 - 14日   | vol.33  |
| 102    | 児嶋一哉で遊びたい男達!!                                   | アンジャッシュ                            |                                                                           | 1月15日 - 31日  | vol.33  |
| 103    | 柳原可奈子 念願の場所でロケをする男達！                    | 柳原可奈子                                |                                                                           | 2月1日 - 14日   | vol.34  |
| 104    | 若手の得意分野を色々と知って たまに遊びたい男達！          | キングオブコメディ インスタントジョンソン |                                                                           | 2月15日 - 28日  | vol.34  |
| 105    | ラグビー合宿に参加したくて居ても立ってもいられない男達!!   | サンドウィッチマン                        |                                                                           | 3月1日 - 14日   | vol.34  |
| 106    | 東京マッサージ屋さんはしご旅!!                             | ビビる大木                                | 大内登                                                                    | 3月15日 - 31日  | vol.35  |
| 107    | いつの間にかオイシくされちゃう男達!!                       | アンガールズ                              |                                                                           | 4月1日 - 14日   | vol.35  |
| 108    | 全員守るべきモノができた男達！                             | レッド吉田（TIM）                         |                                                                           | 4月15日 - 30日  | vol.35  |
| 109    | オヤジだらけの優しい陸上競技大会！                         | 岡田圭右（ますだおかだ）                  |                                                                           | 5月1日 - 14日   | vol.36  |
| 110    | 大人の遊びを無難にこなしちゃう男達!!                       | 土田晃之                                  | 大和田獏                                                                  | 5月15日 - 31日  | vol.36  |
| 111    | ウド鈴木プレゼンツ！仲良し5人組初夏の思い出温泉旅行        | キャイ〜ン                                |                                                                           | 6月1日 - 14日   | vol.36  |
| 112    | これからを見据えてナイツのテリトリーに入っておきたい男達！ | ナイツ                                    |                                                                           | 6月15日 - 30日  | vol.37  |
| 113    | 来たるべき大竹一樹の結婚式が心配で心配で仕方がない青木達！ | 青木さやか                                |                                                                           | 7月1日 - 14日   | vol.37  |
| 114    | 俺達全員40代 まだまだ捨てたモンじゃない!!                  | 東貴博（Take2）                           |                                                                           | 7月15日 - 31日  | vol.37  |
| 115    | あの手この手を使って柴田を思い出したい男達！               | 児嶋一哉（アンジャッシュ）                | 柴田英嗣（アンタッチャブル） やす（ずん）                                 | 8月1日 - 14日   | vol.38  |
| 116    | オードリーの慌てぶりを覗き見したい男達!!                   | オードリー                                |                                                                           | 8月15日 - 31日  | vol.38  |
| 117    | 超大自然クイズ2011 in 沖縄！ 前半戦                        | つぶやきシロー 狩野英孝                   | 木本武宏（TKO、電話） 児嶋一哉（アンジャッシュ、電話） やす（ずん、電話） | 9月1日 - 14日   | vol.38  |
| 118    | 超大自然クイズ2011 in 沖縄！ 後半戦                        | つぶやきシロー 狩野英孝                   |                                                                           | 9月15日 - 30日  | vol.39  |
| 119    | 夏の思い出をまたしてもクイズで振り返っちゃう男達！         | ずん                                      | 狩野英孝 つぶやきシロー（VTR）                                            | 10月1日 - 14日  | vol.39  |
| 120    | 先輩芸人にプロフィールを作ってもらいたい若手達!!           | 児嶋一哉(アンジャッシュ)                  | ラバーガール 鬼ヶ島                                                       | 10月15日 - 31日 | vol.39  |
| 121    | いつのまにか日村マニアになっている男達!!                   | バナナマン                                | バカリズム（VTR）                                                         | 11月1日 - 14日  | vol.40  |
| 122    | 5人揃えば潰しが利く男達2011!!                              | バナナマン                                | さがね正裕（X-GUN）                                                       | 11月15日 - 30日 | vol.40  |
| 123    | そろそろ人間ドックで体の不安を解消したい男達！2011！       | 出川哲朗                                  |                                                                           | 12月1日 - 14日  | vol.40  |
| 124    | 2011年内村さまぁ〜ず紅白大忘年会！                         | ウド鈴木（キャイ〜ン） 鳥居みゆき         |                                                                           | 12月15日 - 31日 | vol.41  |

| 2012年 | 2012年                                                                             | 2012年                                 | 2012年 | 2012年                                          | 2012年                    |
| #      | 内容                                                                               | ゲストMC                               | その他の出演者                                                                                                   | 無料配信期間                                    | 収録DVD                   |
| ------ | ---------------------------------------------------------------------------------- | -------------------------------------- | --- | ----------------------------------------------- | ------------------------- |
| 125    | 僕☆狩野英孝の2012年を何が何でも成功に導きたい男達！                                | 狩野英孝                               | | 1月1日 - 14日                                   | vol.41                    |
| 126    | 松竹芸能の面白さを知りたがる男達!!                                                 | 団長（安田大サーカス） 木本武宏（TKO） | 海原はるか （海原はるか・かなた、電話）                                                                          | 1月15日 - 31日                                  | vol.41                    |
| 127    | 女芸人をほうっておけない男達！                                                     | 大久保佳代子（オアシズ）               | 中上真亜子 | 2月1日 - 14日                                   | vol.42                    |
| 128    | 東京にいながらにして栃木に想いを寄せちゃう男達！                                   | U字工事                                | つぶやきシロー（電話）                                                                                           | 2月15日 - 29日                                  | vol.42                    |
| 129    | 俺達、さらに絆を深めちゃうぜ！                                                     | 天野ひろゆき（キャイ〜ン）             | | 3月1日 - 14日                                   | vol.42                    |
| 130    | 波風立てない様に女の子と遊びたい男達!!                                             | サンドウィッチマン                     | | 3月15日 - 31日                                  | vol.43                    |
| 131    | よくあるお宅訪問ロケでそこそこの笑いを取っちゃう男達!!                             | ニッチェ 梅小鉢                        | | 4月1日 - 14日                                   | vol.43                    |
| 132    | 都内銭湯はしご旅!!                                                                 | ビビる大木                             | 大内登 | 4月15日 - 30日                                  | vol.43                    |
| 133    | 山根がいる事をすっかり忘れていた男達！                                             | アンガールズ                           | Wエンジン（VTR）                                                                                                 | 5月1日 - 14日                                   | vol.44                    |
| 134    | いい加減、出川哲朗をブッ潰したい男達!!                                             | 出川哲朗                               | | 5月15日 - 31日                                  | vol.44                    |
| 135    | ちょいと一杯ひっかけたい男達!!                                                     | 東京03                                 | | 6月1日 - 14日                                   | vol.44                    |
| 136    | 水曜どうでしょうを内さまでもどうでしょう？                                         | 木本武宏（TKO）                        | | 6月15日 - 30日                                  | vol.45                    |
| 137    | ちょっと早めに来ちゃいそうなスギちゃんの限界を少しでも延ばしてあげたい男達だぜぇ!! | スギちゃん                             | | 7月1日 - 14日                                   | vol.45                    |
| 138    | 内村光良48歳の誕生日をお祝いしたい男達!!                                           | バカリズム                             | 出川哲朗 キャイ〜ン（VTR） ナイツ（VTR） ニッチェ（VTR） いとうあさこ（VTR） ドロンズ石本（VTR） 狩野英孝（VTR） | 7月15日 - 31日                                  | vol.45                    |
| 139    | 屋台で懐かしい芸人としっぽり語りたい男達!!                                         | ヒロシ                                 | ダンディ坂野 長州小力 ゴルゴ松本（TIM）                                                                          | 8月1日 - 14日                                   | vol.46                    |
| 140    | 今日ぐらいは照れずにパパの顔を存分に見せちゃう男達!!                               | 土田晃之                               | | 8月15日 - 31日                                  | vol.46                    |
| 141    | 超大自然クイズ2012!! 〜夏の陣〜                                                    | X-GUN                                  | 出川哲朗（電話）                                                                                                 | 9月1日 - 14日                                   | vol.46                    |
| 142    | 嫁に内緒で男の隠れ家を持ちたい男達!!                                               | カンニング竹山                         | 小島よしお | 9月15日 - 30日                                  | vol.47                    |
| 143    | ロッチクイズを縦軸に、頑張ってるロッチを一度見てみたい男達!!                       | ロッチ                                 | | 10月1日 - 14日                                  | vol.47                    |
| 144    | 木下のナルシスト振りを正してあげたい男達!!                                         | 木下隆行（TKO）                        | 木本武宏（TKO、VTR）                                                                                             | 10月15日 - 31日                                 | vol.47                    |
| 145    | 悶々あさこの事が気になって仕方がない男達!!                                         | いとうあさこ                           | | 11月1日 - 14日                                  | vol.48                    |
| 146    | 俺達、どんな指令にも答えちゃうぜ!!                                                 | つぶやきシロー                         | | 11月15日 - 30日                                 | vol.48                    |
| 147    | いい加減に人間ドックで体の不安を解消したい男達!!2012！                             | つぶやきシロー                         | | 12月1日 - 14日                                  | vol.48                    |
| 148    | どうしても狩野英孝で始まり、狩野英孝で終わりたい男達!!                             | 狩野英孝                               | | 12月15日 - 31日                                 | vol.49                    |
| -      | 音とか歌とかの問題を今回だけは特に気にしなくてイイ男達!!                           | 飯尾和樹（ずん）                       | 大久保佳代子（オアシズ） いとうあさこ バービー（フォーリンラブ）                                                 | 前編・12月3日 後編・12月10日 （TOKYO MX放送日） | ネット配信・DVD化予定なし |

| 2013年 | 2013年 | 2013年                            | 2013年                                                                       | 2013年              | 2013年  |
| #      | 内容 | ゲストMC                          | その他の出演者                                                               | 無料配信期間        | 収録DVD |
| ------ | --- | --------------------------------- | ---------------------------------------------------------------------------- | ------------------- | ------- |
| 149    | 都内おでん屋さんはしご旅!! | ビビる大木                        | 大内登                                                                       | 1月1日 - 14日       | vol.49  |
| 150    | 若手の手作り料理を楽しみたい男達!! | 天野ひろゆき（キャイ〜ン）        | チョイチャック                                                               | 1月15日 - 31日      | vol.49  |
| 151    | バカリズムらしからぬ芸風を開花させたい男達!!                                                                                          | バカリズム                        |                                                                              | 2月4日 - 18日       | vol.50  |
| 152    | 内さまと相性が良いのは塚地なのか僕なのかをどうしても決めたい鈴木達!!                                                                  | ドランクドラゴン                  |                                                                              | 2月18日 - 3月4日    | vol.50  |
| 153    | テレビで大事な大体の事を教わりたいバイきんぐ達!!                                                                                      | バイきんぐ                        |                                                                              | 3月4日 - 18日       | vol.50  |
| 154    | やすのみならず飯尾を含めたずんのお笑い力を間近で確かめたい男達!!                                                                      | ずん                              |                                                                              | 3月18日 - 4月1日    | vol.51  |
| 155    | 俺達の知られざる一面を見てもらいたいハマカーン達!!                                                                                    | ハマカーン                        |                                                                              | 4月1日 - 15日       | vol.51  |
| 156    | これが出来たら取っ払い!東MAX御殿2013!!                                                                                                | 東貴博（Take2）                   |                                                                              | 4月15日 - 29日      | vol.51  |
| 157    | 出来ることならアノ大久保佳代子の誕生日を1度何としてでもお祝いさせてもらいたい男達!!                                                   | 大久保佳代子（オアシズ）          |                                                                              | 4月29日 - 5月13日   | vol.52  |
| 158    | 中岡・谷田部の収録に対する姿勢をもっと前向きにさせたいコカドと坪倉とゆかいな仲間達!!                                                  | ロッチ 我が家                     |                                                                              | 5月13日 - 27日      | vol.52  |
| 159    | リアルに今度こそバカにさせない出川の哲朗!!                                                                                            | 出川哲朗                          | 江辺香織                                                                     | 5月27日 - 6月10日   | vol.52  |
| 160    | まだまだ私・鳥居みゆきのコトを何も知らない内村さまぁ〜ず達!!                                                                          | 鳥居みゆき                        |                                                                              | 6月10日 - 24日      | vol.53  |
| 161    | 小木博明の能力を皆に分かってもらいたい小木博明!!                                                                                      | 小木博明（おぎやはぎ）            |                                                                              | 6月24日 - 7月8日    | vol.53  |
| 162    | 東京スナックはしご旅!! | ビビる大木                        | 大内登                                                                       | 7月8日 - 22日       | vol.53  |
| 163    | せっかく土屋がいないので、それならそれで、この4人だけで大好きな野球をとことん語り、少しでも野球の魅力を分かってもらいたい野球中年達!! | 塙宣之（ナイツ）                  |                                                                              | 7月22日 - 8月5日    | vol.54  |
| 164    | 明日からイライラしないで過ごしてもらいたい男達!!                                                                                      | 田中卓志（アンガールズ） 狩野英孝 |                                                                              | 8月5日 - 19日       | vol.54  |
| 165    | ワンちゃんと素敵な余生を送りたい男達!!                                                                                                | 木本武宏（TKO）                   |                                                                              | 8月19日 - 9月2日    | vol.54  |
| 166    | 超大自然クイズ2013!!〜逗子の変〜前半戦                                                                                                | ずん                              |                                                                              | 9月2日 - 16日       | vol.55  |
| 167    | 超大自然クイズ2013!!〜逗子の変〜後半戦                                                                                                | ずん                              | 狩野英孝（電話）                                                             | 9月16日 - 30日      | vol.55  |
| 168    | 無駄なく効率よく尚且つ面白い内村さまぁ〜ず!!                                                                                          | 原口あきまさ                      |                                                                              | 9月30日 - 10月14日  | vol.55  |
| 169    | 寄ってたかってハライチ岩井を面白おかしくしたい男達!!                                                                                  | ハライチ                          | 田中卓志（アンガールズ、VTR） 谷田部俊（我が家、VTR） ゴルゴ松本（TIM、VTR） | 10月14日 - 28日     | vol.56  |
| 170    | 祝!内さま7周年記念!秋の紅白大運動会!!                                                                                                 | サンドウィッチマン                |                                                                              | 10月28日 - 11月11日 | vol.56  |
| 171    | そろそろ単独で出てもいいんじゃないか鬼ヶ島!!                                                                                          | 鬼ヶ島                            | 鈴木拓（ドランクドラゴン）                                                   | 11月11日 - 25日     | vol.56  |
| 172    | いい加減に人間ドックで体の不安を解消したい男達！2013！                                                                                | 鈴木拓（ドランクドラゴン）        |                                                                              | 11月25日 - 12月9日  | vol.57  |
| 173    | 大都会クイズ！早稲田を笑いで一杯にしたい男達!!                                                                                        | かもめんたる                      | 小島よしお                                                                   | 12月9日 - 23日      | vol.57  |
| 174    | 5人揃えば潰しが利く男達！ゆく年くる年!!                                                                                               | バナナマン                        |                                                                              | 12月23日 - 1月6日   | vol.57  |

| 2014年 | 2014年                                                                                     | 2014年                   | 2014年                                        | 2014年              | 2014年  |
| #      | 内容                                                                                       | ゲストMC                 | その他の出演者                                | 無料配信期間        | 収録DVD |
| ------ | ------------------------------------------------------------------------------------------ | ------------------------ | --------------------------------------------- | ------------------- | ------- |
| 175    | 可愛くて大好きな山根の結婚を照れずに積極的にお祝いしてもらいたい山根達!!                   | 山根良顕（アンガールズ） | ゴルゴ松本（TIM、VTR）                        | 1月6日 - 20日       | vol.58  |
| 176    | 布団さえあればメチャメチャ楽しい時間を過ごせちゃう人達!!                                   | 青木さやか               |                                               | 1月20日 - 2月3日    | vol.58  |
| 177    | 谷田部の結婚式を勝手にクイズにして参加した気になりたい男達!!                               | 我が家                   | ロッチ (VTR) アイク・B・ヌワラ（超新塾、VTR） | 2月3日 - 17日       | vol.58  |
| 178    | 冬の東京にいながらにして、より少しでも南国気分を味わい、それを思い出に残しておきたい男達!! | 木本武宏 (TKO)           |                                               | 2月17日 - 3月3日    | vol.59  |
| 179    | 先輩方から芸能界で生き残るコツを教わりたいハマカーンと後輩達!!                             | ハマカーン               | フレンチぶる                                  | 3月3日 - 17日       | vol.59  |
| 180    | 内村光良を尊敬してやまない後輩達!!                                                         | ウド鈴木（キャイ〜ン）   | 天野ひろゆき（キャイ〜ン、VTR）               | 3月17日 - 31日      | vol.59  |
| 181    | 意外と多い岩井の趣味特技をじっくり見つつ、たまに芸に結びつけてあげたい澤部と先輩達!!       | ハライチ                 |                                               | 3月31日 - 4月14日   | vol.60  |
| 182    | 俺の得意な手料理で内村さまぁ〜ずをもてなしたい男・竹山43歳!!                               | カンニング竹山           |                                               | 4月14日 - 28日      | vol.60  |
| 183    | 小峠のマイカーで花見を思う存分満喫しちゃう男達!!                                           | バイきんぐ               |                                               | 4月28日 - 5月12日   | vol.60  |
| 184    | 夏まで待てない！芸能人水泳大会をやってみたい男達!!                                         | サンドウィッチマン       | 狩野英孝                                      | 5月12日 - 26日      | vol.61  |
| 185    | 超マジメなアンバランスを芸人として面白く再生してあげたい土田達!!                           | 土田晃之                 | アンバランス                                  | 5月26日 - 6月9日    | vol.61  |
| 186    | これが出来たら取っ払い！東MAXスタジオ!!                                                    | 東貴博（Take2）          |                                               | 6月9日 - 23日       | vol.61  |
| 187    | ほぼ同一人物と言える大竹さんと僕・中岡。そしてそれ以外の皆さん達!!                         | ロッチ                   |                                               | 6月23日 - 7月7日    | vol.62  |
| 188    | 若手時代を思い出しながらファミレスで時間を潰したい男達!!                                   | 東京03                   |                                               | 7月7日 - 21日       | vol.62  |
| 189    | 尊敬する内村光良50回目の誕生日をグアムで楽しく祝いたい後輩達!!                             | ウド鈴木（キャイ〜ン）   |                                               | 7月21日 - 8月4日    | vol.62  |
| 190    | 超大自然クイズinグアム 前半戦                                                              | つぶやきシロー           |                                               | 8月4日 - 18日       | vol.63  |
| 191    | 超大自然クイズinグアム 後半戦                                                              | つぶやきシロー           | 出川哲朗（電話）                              | 8月18日 - 9月1日    | vol.63  |
| 192    | グアムの思い出をまたしてもクイズで振り返っちゃう男達!!                                     | つぶやきシロー           | ウド鈴木（キャイ〜ン、VTR）                   | 9月1日 - 15日       | vol.63  |
| 193    | 最近どんどんオカシなコトになっているゴルゴ松本を何とかしたいレッド達!!                     | TIM                      |                                               | 9月15日 - 29日      | vol.64  |
| 194    | 内さまの3人と美味しくお酒を飲みたい青木さやか!!                                            | 青木さやか               |                                               | 9月29日 - 10月13日  | vol.64  |
| 195    | 究極の食欲の秋を楽しむ男達!!2014                                                           | 有野晋哉（よゐこ）       |                                               | 10月13日 - 27日     | vol.64  |
| 196    | サバイバルゲームの楽しさを分かってもらいたい鈴木と塚地!!                                   | ドランクドラゴン         |                                               | 10月27日 - 11月10日 | vol.65  |
| 197    | 山根もビックリ！第一回田中卓志定例発表会!!                                                 | アンガールズ             |                                               | 11月10日 - 24日     | vol.65  |
| 198    | いい加減に人間ドックで体の不安を解消したい男達!!2014！                                     | 澤部佑（ハライチ）       | 大内登（電話）                                | 11月24日 - 12月8日  | vol.65  |
| 199    | 東京の雑居ビル色んな階をはしご旅!!                                                         | ビビる大木               |                                               | 12月8日 - 22日      | vol.66  |
| 200    | 内さま200回記念を演出させてもらえない出川の哲朗!!                                          | 出川哲朗                 |                                               | 12月22日 - 1月5日   | vol.66  |

| 2015年 | 2015年                                                                                           | 2015年                                                     | 2015年                                                                                                | 2015年             | 2015年                                                                       |
| #      | 内容                                                                                             | ゲストMC                                                   | その他の出演者                                                                                        | 無料配信期間       | 収録DVD                                                                      |
| ------ | ------------------------------------------------------------------------------------------------ | ---------------------------------------------------------- | --- | ------------------ | ---------------------------------------------------------------------------- |
| 201    | 新人内さまライブチャンピオン大会2014!!                                                           | -                                                          | しゃもじ キサラギ S×L マツモトクラブ ぐりんぴーす ザンゼンジ 巨匠 インデペンデンスデイ わらふぢなるお | 1月5日 - 19日      | vol.66                                                                       |
| 202    | 春日の家に始まって、春日の家に終わる男達!!                                                       | オードリー                                                 | | 1月19日 - 2月2日   | vol.67                                                                       |
| 203    | 内村さまぁ〜ず新オープニング曲オーディション!!                                                   | 角田晃広（東京03）                                         | | 2月2日 - 16日      | vol.67                                                                       |
| 204    | 有望な若手芸人の引き出しをガンガン開けたい男達!!                                                 | しゃもじ キサラギ 新人内さまライブ準優勝のご褒美による出演 | | 2月16日 - 3月2日   | vol.67                                                                       |
| 205    | バイきんぐ小峠の頭でアレコレ遊んでみたい男達!!                                                   | バイきんぐ                                                 | | 3月2日 - 16日      | vol.68                                                                       |
| 206    | 下ネタ無しでも全然平気な男達!!                                                                   | どぶろっく                                                 | | 3月16日 - 30日     | vol.68                                                                       |
| 207    | ウド鈴木が今改めて思う皆さんとやっておきたい事に耳を貸してあげる男達!!                           | キャイ〜ン                                                 | | 3月30日 - 4月13日  | vol.68                                                                       |
| 208    | 伊集院とラジオを通して遊んでみたい男達!!                                                         | 伊集院光                                                   | | 4月13日 - 27日     | vol.69                                                                       |
| 209    | 寺門ジモンに５人掛かりで勝利してとにかく黙らせたい男達!!                                         | ダチョウ倶楽部                                             | | 4月27日 - 5月11日  | vol.69                                                                       |
| 210    | 大先輩に追いつけ、追い越せ！今、伸び盛りの若手芸人達!!                                           | 流れ星 Wエンジン                                           | | 5月11日 - 25日     | vol.69                                                                       |
| 211    | これが出来たら取っ払い！東MAXスタジオジャパン！ASJ!!                                             | 東貴博（Take2）                                            | | 5月25日 - 6月8日   | vol.70                                                                       |
| 212    | 一度アレコレ教えてあげたのに、まだまだ私・鳥居みゆきのコトを何も知らない内村さまぁ〜ず達!!       | 鳥居みゆき                                                 | | 6月8日 - 22日      | vol.70                                                                       |
| 213    | どんなに普通の道具でもたちまち遊び道具に出来ちゃう男達!!                                         | スピードワゴン                                             | | 6月22日 - 7月6日   | vol.70                                                                       |
| 214    | 最近な〜んかお笑いを忘れているふかわとつぶやきをこっちの世界に引き戻したい優しい内村さまぁ〜ず!! | ふかわりょう つぶやきシロー                                | | 7月6日 - 20日      | vol.71                                                                       |
| 215    | さまぁ〜ずライブが近いのであんまり頭を使わせたくない優しい先輩と後輩達!!                         | カンニング竹山                                             | | 7月20日 - 8月3日   | vol.71                                                                       |
| -      | これが出来たら取っ払い！東MAXスタジオジャパン！THE MOVIE！                                       | 東貴博（Take2）                                            | | 7月25日（発売日）  | 内村さまぁ〜ず THE MOVIE エンジェル 前売鑑賞券特典 スペシャル限定DVD vol.911 |
| 216    | 超大自然クイズ!!2015 in Japan 前半戦                                                             | ずん                                                       | 出川哲朗（電話）                                                                                      | 8月3日 - 17日      | vol.71                                                                       |
| 217    | 超大自然クイズ!!2015 in Japan 後半戦                                                             | ずん                                                       | | 8月17日 - 31日     | vol.72                                                                       |
| 218    | 「内さま映画」の撮影現場に密着してみたい男達!!                                                   | 出川哲朗 ウド鈴木（キャイ〜ン） つぶやきシロー             | 三谷翔太 青木さやか 小島よしお 渡辺奈緒子 PUFFY（大貫亜美・吉村由美）                                 | 8月31日 - 9月14日  | 内村さまぁ〜ず THE MOVIE エンジェル Special Edition【Loppi・HMV限定】        |
| 219    | 映画俳優風な仕事の合間にちゃんとお笑いの顔もお届けしたい有吉とレッド達!!                         | 有吉弘行 レッド吉田（TIM）                                 | 渡辺江里子（阿佐ヶ谷姉妹） 岩崎う大（かもめんたる）                                                   | 9月14日 - 28日     | vol.72                                                                       |
| 220    | 世紀の凡戦を裏で面白がりたい内村&さまぁ～ず!!                                                    | イジリー岡田 出川哲朗                                      | | 9月28日 - 10月12日 | vol.72                                                                       |
| 221    | 神保町カレー屋さんはしご旅!!                                                                     | ビビる大木                                                 | ゴルゴ松本（TIM）                                                                                     | 10月12日 - 26日    | vol.73                                                                       |
| 222    | 今年こそ真剣に人間ドックで体の不安を解消したい男達!!2015!                                        | TKO                                                        | | 10月26日 - 11月9日 | vol.73                                                                       |

### 内村さまぁ〜ず SECOND
| シーズン1（2015年 - 2016年） | シーズン1（2015年 - 2016年） | シーズン1（2015年 - 2016年）                                                              | シーズン1（2015年 - 2016年）                | シーズン1（2015年 - 2016年） | シーズン1（2015年 - 2016年） | シーズン1（2015年 - 2016年） |
| Ep                           | #                            | 内容                                                                                      | ゲストMC                                    | その他の出演者 | 配信開始日                   | 収録DVD                      |
| ---------------------------- | ---------------------------- | ----------------------------------------------------------------------------------------- | ------------------------------------------- | --- | ---------------------------- | ---------------------------- |
| 1                            | 223                          | 今回のロケを全てめくりに任せちゃう男達!!                                                  | バカリズム                                  | | 2015年 11月9日               | vol.74                       |
| 2                            | 224                          | あばれる君の足りない部分を克服し、芸の幅をもっと広げてあげたい男達!!                      | あばれる君                                  | | 11月23日                     | vol.74                       |
| 3                            | 225                          | ほぼ初対面の内村さまぁーずと他人の力を借りてでも親睦を深めたい三四郎!!                    | 三四郎                                      | | 12月7日                      | vol.74                       |
| 4                            | 226                          | 前回の反省を存分に活かし、今一度、岩井勇気の良さを知らしめたいハライチ達!!                | ハライチ                                    | | 12月21日                     | vol.75                       |
| 5                            | 227                          | 2本撮りの2本目に万全の態勢で臨みたいおじいちゃん達!!                                      | ハマカーン                                  | | 2016年 1月4日                | vol.75                       |
| 6                            | 228                          | 新人内さまライブグランドチャンピオン大会2015!!                                            | -                                           | インデペンデンスデイ S×L 勝又 巨匠 ぐりんぴーす ジャイアントジャイアン しゃもじ 湘南デストラーデ タイムボム ねじ プラスワン ぽ〜くちょっぷ マツモトクラブ マルコ 横浜ヨコハマ ロングロング わらふぢなるお | 1月18日                      | vol.75                       |
| 7                            | 229                          | お笑い界の大成功者たちの芸人力を存分に利用してお笑い界に爪痕を残したいたんぽぽ!!          | たんぽぽ                                    | | 2月1日                       | vol.76                       |
| 8                            | 230                          | 全員40歳越えたけどもう一度あの頃に帰って修学旅行気分を本気で楽しみたい男達!!              | サンドウィッチマン                          | | 2月15日                      | vol.76                       |
| 9                            | 231                          | インデペンデンスデイを他人と思えないウド鈴木!!                                            | インデペンデンスデイ ウド鈴木（キャイ〜ン） | | 2月29日                      | vol.76                       |
| 10                           | 232                          | 都会のアマゾンに迷い込んだ男達!!                                                          | 木本武宏（TKO）                             | | 3月14日                      | vol.77                       |
| 11                           | 233                          | いくらなんでも豊本だけには負けられない男達!!                                              | 東京03                                      | | 3月28日                      | vol.77                       |
| 12                           | 234                          | なんにも知らない鈴木拓をこっそり転がしながら遊んじゃう男達!!                              | 鈴木拓（ドランクドラゴン）                  | | 4月11日                      | vol.77                       |
| 13                           | 235                          | 最近のインパルスと堤下の事情を知ってほしい板倉達!!                                        | インパルス                                  | | 4月25日                      | vol.78                       |
| 14                           | 236                          | 我々パンサーのコトを1mmでも興味を持って帰ってもらいたい菅良太郎!!                         | パンサー                                    | | 5月9日                       | vol.78                       |
| 15                           | 237                          | 下町定食屋さんはしご旅!!                                                                  | ビビる大木                                  | | 5月23日                      | vol.78                       |
| 16                           | 238                          | 結成15周年！今日を機に、もう正統派と呼んで欲しくないナイツ達とそれを見届ける男達!!        | ナイツ                                      | | 6月6日                       | vol.79                       |
| 17                           | 239                          | 東京にいながら京都の実家でおもてなしをしたいサバンナと八木一族!!                          | サバンナ                                    | | 6月20日                      | vol.79                       |
| 18                           | 240                          | 笑いもイイけどバスケもね…今日を機にバスケにハマってもらいたい麒麟の田村!!                 | 麒麟                                        | | 7月4日                       | vol.79                       |
| 19                           | 241                          | 座卓の可能性を探りたい男達!!                                                              | 品川庄司                                    | | 7月18日                      | vol.80                       |
| 20                           | 242                          | 内さまと車座になって語り合いたいあの時の芸人達!!                                          | 髭男爵 パラシュート部隊 さがね正裕（X-GUN） | | 8月1日                       | vol.80                       |
| 21                           | 243                          | 世界配信に向けていろいろ模索しておきたい男達!!                                            | ロバート                                    | 尾形貴弘（パンサー、電話） | 8月15日                      | vol.80                       |
| 22                           | 244                          | 超大自然クイズ!!2016 in NAGAHAMA 〜前半戦〜                                               | つぶやきシロー ずん                         | 尾形貴弘（パンサー、電話） | 8月29日                      | vol.81                       |
| 23                           | 245                          | 超大自然クイズ!!2016 in NAGAHAMA 〜後半戦〜                                               | つぶやきシロー ずん                         | 出川哲朗（電話） 堀内健（ネプチューン、電話） | 9月12日                      | vol.81                       |
| 24                           | 246                          | 2度アレコレ教えてあげたのに、まだまだ私・鳥居みゆきのコトを何も知らない内村さまぁ〜ず達!! | 鳥居みゆき                                  | 野村将希（電話） | 9月26日                      | vol.81                       |
| 25                           | 247                          | 映画監督・内村光良を陰ながら支えたいオレたち内村組！                                      | ウド鈴木（キャイ〜ン）                      | 板倉俊之（インパルス） 小宮浩信（三四郎） | 10月10日                     | vol.82                       |
| 26                           | 248                          | もういい加減、人間ドックで体の不安を解消したい男たち!!2016!                               | ケンドーコバヤシ                            | | 10月24日                     | vol.82                       |

| シーズン2（2016年 - 2017年） | シーズン2（2016年 - 2017年） | シーズン2（2016年 - 2017年）                                                                                                   | シーズン2（2016年 - 2017年）                      | シーズン2（2016年 - 2017年） | シーズン2（2016年 - 2017年） | シーズン2（2016年 - 2017年） |
| Ep                           | #                            | 内容 | ゲストMC                                          | その他の出演者 | 配信開始日                   | 収録DVD                      |
| ---------------------------- | ---------------------------- | --- | ------------------------------------------------- | --- | ---------------------------- | ---------------------------- |
| 1                            | 249                          | 内さま開始 丸10年記念！&海外配信一発目！今一度、内さまの発展を目論む男達!!                                                     | つぶやきシロー                                    | | 2016年 11月7日               | vol.82                       |
| 2                            | 250                          | シャイなフリして本当はスケベな3人を悦ばせたい濱口優!!                                                                          | 濱口優（よゐこ）                                  | | 11月21日                     | vol.83                       |
| 3                            | 251                          | 出不精でもそれなりに楽しんじゃう渡辺直美とそのお友達たち!!                                                                     | 渡辺直美                                          | | 12月5日                      | vol.83                       |
| 4                            | 252                          | これが出来たら取っ払い！東MAXワールド!!                                                                                        | 東貴博（Take2）                                   | | 12月19日                     | vol.83                       |
| 5                            | 253                          | 今年のお正月は内さま3人と一緒に楽しく過ごしたい寂しがり屋の田中卓志!!                                                          | アンガールズ                                      | | 2017年 1月2日                | vol.84                       |
| 6                            | 254                          | 八百屋さんで1時間楽しんじゃう光浦達!!                                                                                          | 光浦靖子（オアシズ） 柴田英嗣（アンタッチャブル） | | 1月16日                      | vol.84                       |
| 7                            | 255                          | 2本撮りの2本目に万全の態勢で2年連続臨みたいおじいちゃん達!!                                                                    | ハマカーン                                        | | 1月30日                      | vol.84                       |
| 8                            | 256                          | 新人内さまグランドチャンピオン大会2016                                                                                         | -                                                 | インデペンデンスデイ 勝又 ぐりんぴーす ザ・パーフェクト しゃもじ 湘南デストラーデ ジャイアントジャイアン ハッピーエンド プラスワン ペンギンズ マカロン マッハスピード剛速球 マツモトクラブ マルコ ロビンソンズ ロングロング わらふぢなるお | 2月13日                      | vol.85                       |
| 9                            | 257                          | 奇跡の男達にあやかって奇跡を体験したいウドと濱口!!                                                                             | ウド鈴木（キャイ〜ン） 濱口優（よゐこ）           | | 2月27日                      | vol.85                       |
| 10                           | 258                          | 今回こそはどんなに普通の道具でもたちまち遊び道具に出来ちゃう井戸田達!!                                                         | スピードワゴン                                    | | 3月13日                      | vol.85                       |
| 11                           | 259                          | R-1ぐらんぷり優勝祝賀会と万が一の事を考えて残念会もやっておきたい先輩達!!                                                      | マツモトクラブ 西村瑞樹（バイきんぐ）             | 小峠英二（バイきんぐ、電話） | 3月27日                      | vol.86                       |
| 12                           | 260                          | 2足のわらじの芸能人のお店はしご旅!!                                                                                            | ビビる大木                                        | さがね正裕（X-GUN） ドロンズ石本 山本栄治（アンバランス） | 4月10日                      | vol.86                       |
| 13                           | 261                          | 3人揃えば最強だと自負している男達!!                                                                                            | 東京03                                            | ゆってぃ（電話） | 4月24日                      | vol.86                       |
| 14                           | 262                          | 遅ればせながらキャンピングカーの可能性をチェックしておきたい内村さまぁ〜ず達!!                                                 | 青木さやか                                        | | 5月8日                       | vol.87                       |
| 15                           | 263                          | 今に始まった事じゃないけれど塚っちゃんの仕事の割合が俳優業に寄り過ぎているので芸人の勘が鈍っていないか細かく確かめたい鈴木拓!! | ドランクドラゴン                                  | | 5月22日                      | vol.87                       |
| 16                           | 264                          | 食欲の秋を待たずして最高のご飯のお供で究極のお米を味わいたい男達!!                                                             | 有野晋哉（よゐこ）                                | | 6月5日                       | vol.87                       |
| 17                           | 265                          | 初老だらけの超優しい陸上競技大会!!                                                                                             | 岡田圭右（ますだおかだ）                          | | 6月19日                      | vol.88                       |
| 18                           | 266                          | 我社の伸び悩む中堅芸人達をバーターでもいいから内さまに出演させたい土田達!!                                                     | 土田晃之                                          | 黒川忠文（アンバランス） くじら 神宮寺しし丸 長嶋智彦（ダーリンハニー） タイムマシーン3号 新宿カウボーイ 風藤松原 | 7月3日                       | vol.88                       |
| 19                           | 267                          | 内さまの3人が身近な人達に照れずに「ありがとう」といってほしい勝俣達!!                                                          | 勝俣州和                                          | | 7月17日                      | vol.88                       |
| 20                           | 268                          | ここ最近のゴルゴ松本に1日付き合ってあげて欲しい相方・レッド吉田達!!                                                            | TIM                                               | | 7月31日                      | vol.89                       |
| 21                           | 269                          | 雑なキャンプ企画に満足している内さまの3人に本当のキャンプの醍醐味をお手軽に味わってほしい竹山隆範!!                            | 竹山隆範                                          | | 8月14日                      | vol.89                       |
| 22                           | 270                          | 超大自然クイズ2017in台湾 前半戦!! withウド＆濱口                                                                               | ウド鈴木（キャイ〜ン） 濱口優（よゐこ）           | | 8月28日                      | vol.89                       |
| 23                           | 271                          | 超大自然クイズ2017in台湾 後半戦!! withウド＆濱口                                                                               | ウド鈴木（キャイ〜ン） 濱口優（よゐこ）           | 西村瑞樹（バイきんぐ、電話） | 9月11日                      | vol.90                       |
| 24                           | 272                          | 祝50歳のさまぁーずを台湾でお祝いしたいつぶやきのシロー!!                                                                       | つぶやきシロー                                    | | 9月25日                      | vol.90                       |
| 25                           | 273                          | 最近、ちょいちょい顔を出し始めた木下のナルシストっ振りを再び正してあげたい木本達!!                                             | TKO                                               | | 10月9日                      | vol.90                       |
| 26                           | 274                          | 内さま3人が私達のどっちにホレているか白黒はっきりさせたい佳代子とあさこ!!                                                      | 大久保佳代子（オアシズ） いとうあさこ             | | 10月23日                     | vol.91                       |

| シーズン3（2017年 - 2018年） | シーズン3（2017年 - 2018年） | シーズン3（2017年 - 2018年）                                                                  | シーズン3（2017年 - 2018年）                    | シーズン3（2017年 - 2018年） | シーズン3（2017年 - 2018年） | シーズン3（2017年 - 2018年） |
| Ep                           | #                            | 内容                                                                                          | ゲストMC                                        | その他の出演者 | 配信開始日                   | 収録DVD                      |
| ---------------------------- | ---------------------------- | --------------------------------------------------------------------------------------------- | ----------------------------------------------- | --- | ---------------------------- | ---------------------------- |
| 1                            | 275                          | 2年前に比べて確実にレベルアップしたので最後にもう1度岩井の良さを知らしめたいハライチ達!!      | ハライチ                                        | | 2017年 11月6日               | vol.91                       |
| 2                            | 276                          | 2017年も勝手に修学旅行気分を味わっちゃう男達!!                                                | サンドウィッチマン                              | | 11月20日                     | vol.91                       |
| 3                            | 277                          | 全員50歳になる事だしもういい加減今年こそ人間ドックで体の不安を解消したい男達!!                | イジリー岡田                                    | | 12月4日                      | vol.95                       |
| 4                            | 278                          | これが出来たら取っ払い!東MAXユニバース!!                                                      | 東貴博                                          | | 12月18日                     | vol.94                       |
| 5                            | 279                          | 新春ひねり出しかくし芸大会!!                                                                  | ロッチ                                          | | 2018年 1月1日                | -                            |
| 6                            | 280                          | これまで3度あれこれ教えてあげたのに、まだまだ私・鳥居みゆきのコトを知らない内村さまぁーず達!! | 鳥居みゆき                                      | 升毅（電話） 豊本明長（東京03、VTR） 手賀沼ジュン                                                                                               | 1月15日                      | vol.93                       |
| 7                            | 281                          | 惜しまれながらも今年で閉店するお店はしご旅!!                                                  | ビビる大木                                      | | 1月29日                      | -                            |
| 8                            | 282                          | 新人内さまライブグランドチャンピオン大会2017                                                  | -                                               | ロングロング クルスパッチ 卯月 マツモトクラブ キズナ ロビンソンズ 吉住 ペンギンズ                                                               | 2月12日                      | -                            |
| 9                            | 283                          | このあとの内さまライブに万全の態勢で臨みたいおじいちゃん逹!!                                  | ハマカーン                                      | | 2月26日                      | -                            |
| 10                           | 284                          | 季節外れだけどこたつの良さの違いを痛感したい男達!!                                            | 千秋                                            | | 3月12日                      | -                            |
| 11                           | 285                          | クイズで知るコカドの哀愁人生に同情して愛おしくなっちゃう男達!!                                | コカドケンタロウ（ロッチ）                      | | 3月26日                      | -                            |
| 12                           | 286                          | 我ら我が家のコトに1mmでも興味を持ってもらいたい我が家の谷田部!!                               | 我が家                                          | | 4月9日                       | -                            |
| 13                           | 287                          | 売れる前にアニキとオレッちの趣味や特技を仕上げておきたいノブオ達!!                            | ペンギンズ                                      | | 4月23日                      | -                            |
| 14                           | 288                          | 若いディレクターさんにでも上手く転がされる中堅芸人達!!                                        | ウド鈴木（キャイ～ン） 濱口優（よゐこ）         | | 5月7日                       | -                            |
| 15                           | 289                          | 食欲の秋を待たずして超究極のご飯のお供で美味しいご飯を味わいたい男達!!                        | 有野晋哉（よゐこ）                              | | 5月21日                      | -                            |
| 16                           | 290                          | 50歳だらけの超優しい陸上競技大会!!                                                            | 岡田圭右（ますだおかだ）                        | | 6月4日                       | -                            |
| 17                           | 291                          | ここ最近のゴルゴ松本に1日付き合ってあげて欲しいレッドの吉田!!                                 | TIM                                             | | 6月18日                      | vol.92                       |
| 18                           | 292                          | 散歩の良さを伝えたい土田晃之!!                                                                | 土田晃之                                        | アイデンティティ アンバランス 神宮寺しし丸 長嶋智彦（ダーリンハニー） かねきよ勝則（新宿カウボーイ）                                            | 7月2日                       | -                            |
| 19                           | 293                          | そろそろ芸能界でもう1ランクレベルアップしたい狩野と小島達!!                                   | 狩野英孝 小島よしお                             | | 7月16日                      | vol.98                       |
| 20                           | 294                          | この機会に皆さんに是非聞いてほしい児嶋自慢発表会!!                                            | 児嶋ー哉（アンジャッシュ）                      | | 7月30日                      | -                            |
| 21                           | 295                          | 塚っちゃんの良い所を存分に引き出してドランクドラゴンの危機を回避したい鈴木拓!!                | ドランクドラゴン                                | | 8月13日                      | -                            |
| 22                           | 296                          | 超大自然クイズ直前!緊急強化会議!!                                                             | 木本武宏（TKO） 狩野英孝                        | | 8月27日                      | vol.96                       |
| 23                           | 297                          | 超大自然クイズ2018 in 逗子!! 前半戦                                                           | 西村瑞樹（バイきんぐ） 神田伸一郎（ハマカーン） | イジリー岡田（電話） | 9月10日                      | vol.96                       |
| 24                           | 298                          | 超大自然クイズ2018 in 逗子!! 後半戦                                                           | 西村瑞樹（バイきんぐ） 神田伸一郎（ハマカーン） | 鈴木拓（ドランクドラゴン、電話） イジリー岡田（電話、クイズ企画出演）                                                                           | 9月24日                      | vol.96                       |
| 25                           | 299                          | 竹山presents今日を機に大人っぽくてかっこ良いキャンパーになっちゃう男達!!                      | カンニング竹山                                  | | 10月8日                      | -                            |
| 26                           | 300                          | 我社の伸び悩む若手中堅芸人達をバーターで内さまに出演させたいハマカーン達!!                    | ハマカーン                                      | トム・ブラウン かぎしっぽ 犬カブトムシ クロコップ ビッグスモールン ハルカラ どきどきキャンプ チャパパ サツマカワRPG フレンチぶる HEY!たくちゃん | 10月22日                     | -                            |

| シーズン4（2018年 - 2019年） | シーズン4（2018年 - 2019年） | シーズン4（2018年 - 2019年）                                                                       | シーズン4（2018年 - 2019年）                          | シーズン4（2018年 - 2019年）                                                                       | シーズン4（2018年 - 2019年） | シーズン4（2018年 - 2019年） |
| Ep                           | #                            | 内容                                                                                               | ゲストMC                                              | その他の出演者                                                                                     | 配信開始日                   | 収録DVD                      |
| ---------------------------- | ---------------------------- | -------------------------------------------------------------------------------------------------- | ----------------------------------------------------- | -------------------------------------------------------------------------------------------------- | ---------------------------- | ---------------------------- |
| 1                            | 301                          | 内さま300回記念を遅れ馳せながらお祝いしたいよゐこ達!!                                              | よゐこ                                                | | 2018年 11月5日               | -                            |
| 2                            | 302                          | アンガールズの「実は!」な部分を検証したい男達!!                                                    | アンガールズ                                          | | 11月19日                     | -                            |
| 3                            | 303                          | これが出来たら取っ払い!東MAXランド2018〜Finally〜                                                  | 東貴博                                                | | 12月3日                      | vol.94                       |
| 4                            | 304                          | 目黒界隈いい感じの女性が居るお店はしご旅!                                                          | ビビる大木                                            | | 12月17日                     | -                            |
| 5                            | 305                          | 今年こそ人間ドックで体の不安を解消したい男達!!2018                                                 | 角田晃広（東京03）                                    | 豊本明長（東京03）                                                                                 | 12月31日                     | vol.95                       |
| 6                            | 306                          | 2019新春ひねり出しかくし芸大会!!                                                                   | ロッチ                                                | | 2019年 1月14日               | -                            |
| 7                            | 307                          | 小島よしおのケツカッチンを守るため三村を待たない内さま達!!                                         | 狩野英孝 小島よしお                                   | | 1月28日                      | vol.98                       |
| 8                            | 308                          | 西村とやすの無人島生活をクイズで楽しんじゃう男達!!                                                 | やす（ずん） 西村瑞樹（バイきんぐ）                   | | 2月11日                      | -                            |
| 9                            | 309                          | 売れっ子のフリして伸び悩んでる我ら三四郎をイライラしないで見守ってほしいあの小宮!!                 | 三四郎                                                | 狩野英孝（VTR） 三人合わせて星野です（パーパー、VTR） ニッチェ（VTR）                              | 2月25日                      | -                            |
| 10                           | 310                          | 50歳オーバーの超優しい冬季競技会!!                                                                 | 岡田圭右（ますだおかだ）                              | | 3月11日                      | -                            |
| 11                           | 311                          | 我が社のテレビに出たことのない若手芸人たちをバーターでもいいから内さまに出演させたい鈴木拓と児嶋!! | 鈴木拓（ドランクドラゴン） 児嶋一哉（アンジャッシュ） | ロモペ 相原帝王 オールドトム おみおつけ 飯田 アンダーパー トゥルットゥー 凛凛パーカー 肉体戦士ギガ | 3月25日                      | -                            |
| 12                           | 312                          | メディア初出し!俺の愛車で内さまと思い出作りをしたいケンタロウコカド!!                              | コカドケンタロウ（ロッチ）                            | | 4月8日                       | -                            |
| 13                           | 313                          | 私・鳥居みゆきのコトを結局何も知ろうとしないデリカシーの無い男たち!!前編                           | 鳥居みゆき                                            | 西郷輝彦（電話）                                                                                   | 4月22日                      | vol.93                       |
| 14                           | 314                          | 私・鳥居みゆきのコトを結局何も知ろうとしないデリカシーの無い男たち!!後編                           | 鳥居みゆき                                            | 豊本明長（東京03、VTR） おおかわら（鬼ヶ島、VTR） ひぐち君（髭男爵、VTR） 手賀沼ジュン             | 5月6日                       | vol.93                       |
| 15                           | 315                          | カミナリ一家を堪能しながらカミナリのコトを好きになっちゃう男達!!                                   | カミナリ                                              | 永野（VTR）                                                                                        | 5月20日                      | -                            |
| 16                           | 316                          | 内さまと一緒にものまね大喜利を繰り出したいものまね芸人達!!                                         | 原口あきまさ                                          | 花香よしあき 高田紗千子（梅小鉢） ガリベンズ矢野 広音                                              | 6月3日                       | -                            |
| 17                           | 317                          | 内さまDVDをジャケ買いしてもらいたい男達!!                                                          | 有野晋哉（よゐこ）                                    | 岩井ジョニ男（イワイガワ）                                                                         | 6月17日                      | -                            |
| 18                           | 318                          | 歯を治したことが芸人としてプラスしかないと気づいて欲しい和樹と浩信!!                               | 飯尾和樹（ずん） 小宮浩信（三四郎）                   | | 7月1日                       | -                            |
| 19                           | 319                          | 内さまの3人に家庭持ちの良さを教えてもらいたい佳代子とあさこ!!                                      | 大久保佳代子（オアシズ） いとうあさこ                 | | 7月15日                      | -                            |
| 20                           | 320                          | 今こそ内さまに恩返しがしたいパラシュート部隊!!                                                     | パラシュート部隊                                      | | 7月29日                      | vol.97                       |
| 21                           | 321                          | ここ最近の上島竜兵を内さまに知ってもらいたい土田晃之!!                                             | 土田晃之                                              | 上島竜兵（ダチョウ倶楽部） かねきよ勝則（新宿カウボーイ） 福島敏貴（ストレッチーズ）               | 8月12日                      | vol.99                       |
| 22                           | 322                          | もう全員50を超えてんだからそろそろイライラしないで過ごしてもらうたいシローとエイコー!!             | つぶやきシロー 狩野英孝                               | | 8月26日                      | -                            |
| 23                           | 323                          | 超大自然クイズ2019 in 福岡!! 前半戦                                                                | パラシュート部隊                                      | 小峠英二（バイきんぐ、電話）                                                                       | 9月9日                       | vol.97                       |
| 24                           | 324                          | 超大自然クイズ2019 in 福岡!! 後半戦                                                                | パラシュート部隊                                      | | 9月23日                      | vol.97                       |
| 25                           | 325                          | 超究極のご飯のお供で最高のご飯を味わいたい男達!!2019                                               | 有野晋哉（よゐこ）                                    | | 10月7日                      | -                            |
| 26                           | 326                          | いつの間にか阿佐ヶ谷姉妹マニアになれちゃう殿方さま～!!                                             | 阿佐ヶ谷姉妹                                          | | 10月21日                     | -                            |

| シーズン5（2019年 - 2020年） | シーズン5（2019年 - 2020年） | シーズン5（2019年 - 2020年） | シーズン5（2019年 - 2020年）                                         | シーズン5（2019年 - 2020年） | シーズン5（2019年 - 2020年） | シーズン5（2019年 - 2020年） |
| Ep                           | #                            | 内容 | ゲストMC                                                             | その他の出演者 | 配信開始日                   | 収録DVD                      |
| ---------------------------- | ---------------------------- | --- | -------------------------------------------------------------------- | --- | ---------------------------- | ---------------------------- |
| 1                            | 327                          | 今こそゴルゴ松本に1日付き合ってあげて欲しいレッドの吉田!!                                                                                              | TIM                                                                  | | 2019年 11月4日               | vol.92                       |
| 2                            | 328                          | 内さまと一緒にものまね大喜利を繰り出したいものまね芸人逹!!                                                                                             | 原口あきまさ                                                         | モリタク! シンディー 河口こうへい | 11月18日                     | -                            |
| 3                            | 329                          | 内さまと一緒にものまね大喜利を繰り出したいものまね芸人逹!! 後半戦                                                                                      | 原口あきまさ                                                         | 桜井ちひろ Gたかし ダークホース山出 広音 | 12月2日                      | -                            |
| 4                            | 330                          | 今年こそ人間ドックで体の不安を解消したい男達!!2019 | 狩野英孝                                                             | | 12月16日                     | vol.95                       |
| 5                            | 331                          | これが出来たら取っ払い!東MAXランド～FOREVER～ | 東貴博                                                               | | 12月30日                     | vol.94                       |
| 6                            | 332                          | 元アスリートのお店はしご旅 | ビビる大木                                                           | 貴闘力忠茂 大野雄次 松永光弘 | 2020年 1月13日               | -                            |
| 7                            | 333                          | このチャンスに話芸を充実させたいどぶろっくとその先輩達!!                                                                                               | どぶろっく 飯尾和樹（ずん）                                          | | 1月27日                      | -                            |
| 8                            | 334                          | VTRの続きを観て欲しいアンガ田中とワタナベ芸人達!! | 田中卓志（アンガールズ）                                             | バッドナイス常田（VTR） スーパー3助（にゃんこスター、VTR） 矢野ペペ（パラシュート部隊、VTR） ワタリ119（キラキラ関係、VTR） アンゴラ村長（にゃんこスター、VTR） チャンカワイ（Wエンジン、VTR） 山根良顕（アンガールズ、VTR） どんぐりパワーズ（VTR） 斉藤優（パラシュート部隊、VTR） えとう窓口（Wエンジン、VTR） いつもここから（VTR） | 2月10日                      | -                            |
| 9                            | 335                          | 過去最高にキレキレ武雅を体験してもらいたい塚地の武雅!!                                                                                                 | ドランクドラゴン                                                     | | 2月24日                      | -                            |
| 10                           | 336                          | どんなコトでも縛りさえあればたちまち面白くできちゃう男達!!                                                                                             | 有吉弘行                                                             | | 3月9日                       | -                            |
| 11                           | 337                          | 過去に忘れてきた憧れの学生生活を味わいたい宮下草薙達!!                                                                                                 | 宮下草薙                                                             | | 3月23日                      | -                            |
| 12                           | 338                          | 第7世代の勢いに負けちゃいけないとマネージャーが持ち込んだ企画に対して「何、その心配?」だったらやってやろうじゃないかと逆に奮起する三四郎とその同期達!! | 三四郎 アルコ&ピース                                                 | | 4月6日                       | -                            |
| 13                           | 339                          | 今日こそはなにがなんでも爪痕を残して帰りたいチャンピオン達!!                                                                                           | マツモトクラブ しゃもじ ペンギンズ フレンチぶる インデペンデンスデイ | | 4月20日                      | -                            |
| 14                           | 340                          | 日本の伝統文化でもある畳の可能性を探りたい青木さやか達!!                                                                                               | 青木さやか                                                           | さがね正裕（X-GUN） | 5月4日                       | -                            |
| 15                           | 341                          | 目を覚まして下さい!ロッチで勝っているのは中岡くんじゃなくコカドです!と伝えに来たロッチのコカド!!                                                       | ロッチ                                                               | | 5月18日                      | -                            |
| 16                           | 342                          | TKO木本のプライベートクイズを通して僕のコトをもっと好きになってくださる男達!!                                                                          | 木本武宏（TKO）                                                      | | 6月1日                       | -                            |
| 17                           | 343                          | ようこそここへ! バーチャルスタジオ! 東MAXランド THE REMOTE!!                                                                                           | 東貴博                                                               | | 6月15日                      | -                            |
| 18                           | 344                          | すっかりお茶の間の人気者みたいになってしまった出川哲朗の原点に帰りたい男達!!                                                                           | 出川哲朗 つぶやきシロー                                              | | 6月29日                      | -                            |
| 19                           | 345                          | 今度こそちゃんとVTRの続きを観て欲しいアンガ田中とワタナベエンタ芸人達!!                                                                                | 田中卓志（アンガールズ）                                             | ワタリ119（キラキラ関係、VTR） アイクぬわら（超新塾、VTR） 小野まじめ（クールポコ。、VTR） 富樫啓郎（キサラギ、VTR） せんちゃん（クールポコ。、VTR） 坪倉由幸（我が家、VTR） 長尾丈史（ロングロング、VTR） ゴリけん（VTR） サンシャイン池崎（VTR） バービー（フォーリンラブ、VTR） かごしま太郎（VTR） 青木さやか（VTR） とんこっちゃん・ふじ子（VTR） 長谷川俊輔（クマムシ、VTR） 山根良顕（アンガールズ、VTR） 杉山裕之（我が家、VTR） 山崎ノボル（ロビンソンズ、VTR） ヤポンスキーこばやし画伯（VTR） 谷田部俊（我が家、VTR） | 7月13日                      | -                            |
| 20                           | 346                          | まだまだ最近のゴルゴ松本に1日付き合ってほしいレッドの吉田!!                                                                                            | TIM                                                                  | | 7月27日                      | vol.92                       |
| 21                           | 347                          | 超大自然クイズ直前! 第2回緊急強化会議!! | 小沢一敬（スピードワゴン） やす（ずん）                              | | 8月10日                      | -                            |
| 22                           | 348                          | 超大自然クイズ 2020 in逗子!! 前半戦 | 狩野英孝 井戸田潤（スピードワゴン）                                  | 大熊英司（電話） | 8月24日                      | -                            |
| 23                           | 349                          | 超大自然クイズ 2020 in逗子!! 後半戦 | 狩野英孝 井戸田潤（スピードワゴン）                                  | 出川哲朗（電話） やす（ずん、VTR） | 9月7日                       | -                            |
| 24                           | 350                          | 結成35年のダチョウ倶楽部に1mmでも興味を持ってもらいたいダチョウの竜兵!!                                                                                | ダチョウ倶楽部                                                       | 土田晃之（VTR） 磯山さやか（VTR） 出川哲朗（VTR） | 9月21日                      | vol.100                      |
| 25                           | 351                          | 皆さんのお笑い力を肌に焼き付け今後のYouTube活動で一花咲かせてみたい再生回数ゲキ低芸人達!!                                                              | 鈴木拓（ドランクドラゴン） ビビる大木 永野                           | 狩野英孝（VTR） | 10月5日                      | -                            |
| 26                           | 352                          | ボウリング大会を開催して大好きな女子プロボウラーの世界を知ってもらいたい素人ボウラー土田!!                                                             | 土田晃之                                                             | 霜出佳奈 鶴井亜南 名和秋 | 10月19日                     | -                            |

| シーズン6（2020年 - 2021年） | シーズン6（2020年 - 2021年） | シーズン6（2020年 - 2021年） | シーズン6（2020年 - 2021年）                                     | シーズン6（2020年 - 2021年）                                                                        | シーズン6（2020年 - 2021年） | シーズン6（2020年 - 2021年） |
| Ep                           | #                            | 内容 | ゲストMC                                                         | その他の出演者                                                                                      | 配信開始日                   | 収録DVD                      |
| ---------------------------- | ---------------------------- | --- | ---------------------------------------------------------------- | --------------------------------------------------------------------------------------------------- | ---------------------------- | ---------------------------- |
| 1                            | 353                          | 芸人魂を懸けた本気勝負を挑む令和芸人はしご旅!!【前半戦】                                                                         | ビビる大木                                                       | ぺこぱ 宮下草薙                                                                                     | 2020年 11月2日               | -                            |
| 2                            | 354                          | 芸人魂を懸けた本気勝負を挑む令和芸人はしご旅!!【後半戦】                                                                         | ビビる大木                                                       | ティモンディ ゾフィー ザ・マミィ ハナコ                                                             | 11月16日                     | -                            |
| 3                            | 355                          | 知られざる新たな一面で魅了して皆さんをあま〜い世界に誘いたいスピードワゴン達!!                                                   | スピードワゴン                                                   | | 11月30日                     | -                            |
| 4                            | 356                          | 祝!結成30周年!よゐこの思い出クイズを通して僕らのコトを楽しく祝ってくださる男達!!                                                 | よゐこ                                                           | 木本武宏（TKO） キャイ〜ン 千秋 出川哲朗                                                            | 12月14日                     | vol.100                      |
| 5                            | 357                          | 僕らの地元・足立区にもっと興味を持ってもらいたいANZEN漫才!                                                                       | ANZEN漫才                                                        | | 12月21日                     | -                            |
| 6                            | 358                          | もういい加減今年こそ体の不安を解消したい男達!!年またぎスペシャル                                                                 | 光浦靖子（オアシズ）                                             | 大久保佳代子（オアシズ、電話）                                                                      | 2021年 1月11日               | -                            |
| 7                            | 359                          | 唯一のホームである内村さまぁ〜ずで思う存分やりたいコトをやりたいペンギンズクラブ!!                                               | マツモトクラブ ペンギンズ                                        | | 1月25日                      | -                            |
| 8                            | 360                          | 相方へのお悩みクイズを通してコンビ間の溝を埋めてもらいたい納言の幸じゃない方とラランドのサーヤじゃない方!!                       | 安部紀克（納言） ニシダ（ラランド）                              | 薄幸（納言） サーヤ（ラランド）                                                                     | 2月8日                       | -                            |
| 9                            | 361                          | 今日は私達のコトを知ってもらったり、相談したり、色々と教えてもらったり、とにかく3人にお近付きさせて頂きたいAマッソの加納と村上!! | Aマッソ                                                          | | 2月22日                      | -                            |
| 10                           | 362                          | おもちゃの国!宮下パークで童心に帰って遊び尽くしてほしいおもちゃスター宮下!!                                                      | 宮下草薙                                                         | | 3月8日                       | -                            |
| 11                           | 363                          | THE Wで優勝したにもかかわらずキャラが薄くて困っている吉住を内さまの力を借りて何とかしたい事務所の先輩・鈴木拓!!                  | 鈴木拓（ドランクドラゴン） 吉住                                  | | 3月22日                      | -                            |
| 12                           | 364                          | クイズを通して僕らの知られざる頑張りっぷりを知って頂きたいネバーギブアップ芸人達!!                                               | スギちゃん チロ（ビックスモールン） 長州小力 さがね正裕（X-GUN） | | 4月5日                       | -                            |
| 13                           | 365                          | 祝!還暦 とにかく上島竜兵をお祝いしたい男達!!                                                                                     | 上島竜兵（ダチョウ倶楽部） 土田晃之                              | | 4月19日                      | vol.99                       |
| 14                           | 366                          | いつのまにかハマカーンマニアの極みになれちゃう男達!!                                                                             | ハマカーン                                                       | | 5月3日                       | -                            |
| 15                           | 367                          | 第1回itoだけで乗り切っちゃう男達!!                                                                                               | 小宮浩信（三四郎） 木本武宏（TKO）                               | 滝沢カレン DJ松永（Creepy Nuts）                                                                    | 5月17日                      | -                            |
| 16                           | 368                          | おじさん達もまだまだ若い子には負けないぞ!打倒!日向坂46 恒例の体に優しいスポーツ対決!!                                            | 岡田圭右（ますだおかだ）                                         | 潮紗理菜（日向坂46） 金村美玖（日向坂46） 渡邉美穂（日向坂46）                                      | 5月31日                      | -                            |
| 17                           | 369                          | 今日を機にサッカーも丸山桂里奈も好きになっちゃう野球大好きオジサン達!!                                                           | 丸山桂里奈 平子佑希（アルコ&ピース）                             | | 6月14日                      | -                            |
| 18                           | 370                          | 第2回itoだけで乗り切っちゃう男達!!                                                                                               | バナナマン                                                       | ぺこぱ 久間田琳加                                                                                   | 6月28日                      | -                            |
| 19                           | 371                          | 祝!結成30周年!キャイ～ンの思い出クイズを通して僕らのコトを楽しく祝ってくださる男達!!                                             | キャイ～ン                                                       | 出川哲朗 関根勤（VTR） よゐこ（VTR）                                                                | 7月12日                      | vol.100                      |
| 20                           | 372                          | THE・芸人騙し合いバトル!! | ビビる大木 ハナコ                                                | | 7月26日                      | -                            |
| 21                           | 373                          | 内さま3人と一緒に大喜利企画をやらせてもらいたい日向坂46!!                                                                        | 坪倉由幸（我が家）                                               | 富田鈴花（日向坂46） 丹生明里（日向坂46） 渡邉美穂（日向坂46）                                      | 8月9日                       | -                            |
| 22                           | 374                          | オリジナルゲームを考えて来たので『ito』が大好きな内さまでシミュレーションしてほしい宮下とその相方草薙!!                          | 宮下草薙                                                         | Aマッソ                                                                                             | 8月23日                      | -                            |
| 23                           | 375                          | 永野presents!今日から僕の妹分ももクロと仲良くなって下さる男達!!                                                                  | 永野                                                             | 百田夏菜子（ももいろクローバーZ） 玉井詩織（ももいろクローバーZ） 佐々木彩夏（ももいろクローバーZ） | 9月6日                       | -                            |
| 24                           | 376                          | 超大自然クイズ2021!! 前半戦 | スピードワゴン                                                   | 松陰寺太勇（ぺこぱ、電話）                                                                          | 9月20日                      | -                            |
| 25                           | 377                          | 超大自然クイズ2021!! 後半戦 | スピードワゴン                                                   | 草薙航基（宮下草薙、電話） 宮下兼史鷹（宮下草薙、VTR） つぶやきシロー（VTR） イジリー岡田（VTR）    | 10月4日                      | -                            |
| 26                           | 378                          | 第3回itoだけで乗り切っちゃう男達!!                                                                                               | ラランド                                                         | 生見愛瑠 本並健治                                                                                   | 10月18日                     | -                            |

| シーズン7（2021年 - 2022年） | シーズン7（2021年 - 2022年） | シーズン7（2021年 - 2022年）                                                                  | シーズン7（2021年 - 2022年）                | シーズン7（2021年 - 2022年）                                                                                         | シーズン7（2021年 - 2022年） | シーズン7（2021年 - 2022年） |
| Ep                           | #                            | 内容                                                                                          | ゲストMC                                    | その他の出演者 | 配信開始日                   | 収録DVD                      |
| ---------------------------- | ---------------------------- | --------------------------------------------------------------------------------------------- | ------------------------------------------- | --- | ---------------------------- | ---------------------------- |
| 1                            | 379                          | 第2回THE騙し合いバトル!!                                                                      | 東貴博                                      | 薄幸（納言） 秋元真夏（乃木坂46） 梅澤美波（乃木坂46） 与田祐希（乃木坂46）                                          | 2021年 11月11日              | -                            |
| 2                            | 380                          | 松丸亮吾監修!オジサンでもナゾトキでワイワイ楽しんじゃう男達!!                                 | 中岡創一（ロッチ）                          | 関口メンディー（GENERATIONS from EXILE TRIBE） 中務裕太（GENERATIONS from EXILE TRIBE） 松丸亮吾（VTR）              | 11月25日                     | -                            |
| 3                            | 381                          | もういい加減イライラしないで過ごして欲しい男達!!                                              | さがね正裕（X-GUN） 狩野英孝 小島よしお     | | 12月9日                      | vol.98                       |
| 4                            | 382                          | 活躍する場はテレビだけじゃない!今こそ内さまとラジオで楽しみたい男女達!!                       | アルコ&ピース 赤江珠緒 新内眞衣（乃木坂46） | | 12月23日                     | -                            |
| 5                            | 383                          | 今年こそ人間ドックで体の不安を解消したい男達!!2021                                            | 小宮浩信（三四郎）                          | | 2022年 1月6日                | -                            |
| 6                            | 384                          | 今日だけはコントについてとことん語り合って下さる男達!!                                        | ハナコ                                      | | 1月20日                      | -                            |
| 7                            | 385                          | 小木になりたい男達!!                                                                          | 小木博明（おぎやはぎ）                      | | 2月3日                       | -                            |
| 8                            | 386                          | 私達も内さま3人と一緒に大喜利企画をやらせてもらいたい日向坂46 1期生達!!                       | コカドケンタロウ（ロッチ）                  | 佐々木久美（日向坂46） 佐々木美玲（日向坂46） 高本彩花（日向坂46）                                                   | 2月17日                      | -                            |
| 9                            | 387                          | 4年前に比べてとんでもなくレベルアップしたマルチタレント岩井勇気の良さをしらめたいハライチ達!! | ハライチ                                    | | 3月3日                       | -                            |
| 10                           | 388                          | 結局の所、鳥居みゆきについてまだまだ何も知らない男達!!                                        | 鳥居みゆき                                  | | 3月17日                      | -                            |
| 11                           | 389                          | 今日だけはとことん夫の話を聞いてほしい芸人の妻達!!                                            | 安めぐみ 近藤千尋 和泉杏（ハルカラ）        | | 3月31日                      | -                            |
| 12                           | 390                          | 老後の為に自分の体を知っておきたいおじいちゃん達と元アイドル達!!                              | 土田晃之                                    | 横山由依 北原里英 野呂佳代                                                                                           | 4月14日                      | -                            |
| 13                           | 391                          | まだまだ何も知らない内さまに栃木の最先端スポットと思い出の場所を教えてあげたいU字工事!!       | U字工事                                     | | 4月28日                      | -                            |
| 14                           | 392                          | 先輩方によい睡眠を取らせてあげたい錦鯉!!                                                      | 錦鯉                                        | | 5月12日                      | -                            |
| 15                           | 393                          | モグライダーと内村さんの架け橋になりたい狩野とさまぁ～ず                                      | モグライダー 狩野英孝                       | | 5月26日                      | -                            |
| 16                           | 394                          | 皆さんに僕達のパピィになってもらいたいザ・マミィ!!                                            | ザ・マミィ                                  | | 6月9日                       | -                            |
| 17                           | 395                          | これが出来たら取っ払い!東MAXランド卍リベンジャーズ!!                                          | 東貴博                                      | | 6月23日                      | -                            |
| 18                           | 396                          | 内さま東京大喜利バスツアー!!前半戦                                                            | なし                                        | 佐藤美希 錦鯉 ヒコロヒー 宮下兼史鷹（宮下草薙） モグライダー 向井地美音（AKB48） 大盛真歩（AKB48） 佐藤美波（AKB48） | 7月7日                       | -                            |
| 19                           | 397                          | 内さま東京大喜利バスツアー!!後半戦                                                            | なし                                        | 佐藤美希 ザ・マミィ 納言 ヒコロヒー 宮下兼史鷹（宮下草薙） モグライダー ラランド                                     | 7月21日                      | -                            |
| 20                           | 398                          | 三四郎・相田の伸び代を見てみたい男達!!                                                        | 三四郎                                      | | 8月4日                       | -                            |
| 21                           | 399                          | 大喜利休んじゃってごめんなさい!名誉挽回して内さまのご機嫌を伺いたい宮下草薙とその相方!!       | 宮下草薙                                    | | 8月18日                      | -                            |
| 22                           | 400                          | 超大自然クイズ直前!第3回緊急強化会議!!                                                        | ずん                                        | | 9月1日                       | -                            |
| 23                           | 401                          | 超大自然クイズ2022in逗子 前半戦!!                                                             | ニシダ（ラランド） 安部紀克（納言）         | 出川哲朗（電話） | 9月15日                      | -                            |
| 24                           | 402                          | 超大自然クイズ2022in逗子 後半戦!!                                                             | ニシダ（ラランド） 安部紀克（納言）         | 菊田竜大（ハナコ、電話）                                                                                             | 9月29日                      | -                            |
| 25                           | 403                          | NEWダチョウ倶楽部を引き出したい内村さまぁ～ず!!                                               | ダチョウ倶楽部                              | | 10月13日                     | vol.99                       |
| 26                           | 404                          | なぜ絡みづらいと言われるのか教えて欲しい男達!!                                                | ランジャタイ 真空ジェシカ                   | | 10月27日                     | -                            |

### 内さまワールド
| 2023年 - 2024年 | 2023年 - 2024年                                                                                 | 2023年 - 2024年                                                                            | 2023年 - 2024年 |
| #               | 内容                                                                                            | ゲスト                                                                                     | 配信開始日      |
| --------------- | ----------------------------------------------------------------------------------------------- | ------------------------------------------------------------------------------------------ | --------------- |
| 1               | デートしたらクイズが出来たワールド 前編                                                         | 大久保佳代子（オアシズ） 牧野ステテコ 村重杏奈 あいなぷぅ（パーパー） 草薙航基（宮下草薙） | 2023年 2月9日   |
| 2               | デートしたらクイズが出来たワールド 後編                                                         | 大久保佳代子（オアシズ） 牧野ステテコ 村重杏奈 あいなぷぅ（パーパー） 草薙航基（宮下草薙） | 2月23日         |
| 3               | もういい加減今年こそ人間ドックで体の不安を解消したい男たち!ザ・ワールド                         | 林田洋平（ザ・マミィ）                                                                     | 3月9日          |
| 4               | 若手芸人と新感覚大喜利してみたら売れる気がしてきたワールド!!                                    | ぱーてぃーちゃん スパイシーガーリック さとなかほがらか                                     | 3月23日         |
| 5               | しっかりしてない方の芸人でダービーしたらしっかりしてないことが正解だったワールド!!              | 納言 モグライダー ゾフィー                                                                 | 4月6日          |
| 6               | アナログ世代芸人とデジタル世代芸人でトークしたら意外と共感できたワールド                        | 塙宣之（ナイツ） アルコ&ピース ラランド                                                    | 4月20日         |
| 7               | お母さん芸人が本音を喋ったら盛り上がりすぎて2本分になっちゃったワールド 前編                    | 土田晃之 虻川美穂子（北陽） 江上敬子（ニッチェ） 和泉杏（ハルカラ）                        | 5月4日          |
| 8               | お母さん芸人が本音を喋ったら盛り上がりすぎて2本分になっちゃったワールド 後編                    | 土田晃之 虻川美穂子（北陽） 江上敬子（ニッチェ） 和泉杏（ハルカラ）                        | 5月18日         |
| 9               | Twitterのフォロワーさん達を番組に巻き込んだら、今後シリーズ化にしてみたくなったワールド!        | ハライチ                                                                                   | 6月1日          |
| 10              | これが出来たら取っ払い!東MAXワールド!!2023春の陣〜RESTART〜                                     | 東貴博 TKO                                                                                 | 6月15日         |
| 11              | YouTubeやってる芸人を突破したらめちゃくちゃ疲れたけど意外と楽しかったワールド                   | アイデンティティ ビックスモールン 土佐兄弟 ランジャタイ                                    | 6月29日         |
| 12              | 錦鯉の知られざる9つの顔を暴いたらアラフィフ芸人の底力を強烈に感じたワールド                     | 錦鯉                                                                                       | 7月13日         |
| 13              | クズ芸人と競馬場に行ったら全員がクズ芸人になっちゃたワールド!                                   | 岡野陽一 ニシダ（ラランド） 酒井貴士（ザ・マミィ）                                         | 7月27日         |
| 14              | 内さまのオフの午前中に密着したらまた3人が騙されたワールド                                       | 鳥居みゆき                                                                                 | 8月10日         |
| 15              | 森田の知らぬ間に東ブクロが内さまとロケしたらやっぱり森田の偉大さが沁みるほど分かったワールド    | さらば青春の光                                                                             | 8月24日         |
| 16              | 超大自然クイズ2023in逗子!!前半戦                                                                | 狩野英孝 お見送り芸人しんいち 東ブクロ（さらば青春の光）（電話）                           | 9月7日          |
| 17              | 超大自然クイズ2023in逗子!!後半戦                                                                | 狩野英孝 お見送り芸人しんいち 長谷川雅紀（錦鯉）（電話）                                   | 9月21日         |
| 18              | ダウ90000の世界に足を踏み入れてみたら若手の未来は明るかったワールド                             | ダウ90000                                                                                  | 10月5日         |
| 19              | おじさんだらけで体に優しい水泳大会をやったら意外と名勝負が生まれたワールド                      | 岡田圭右（ますだおかだ） なすなかにし                                                      | 10月19日        |
| 20              | 四千頭身の本邦初公開を一気に見たら四千頭身の意外な顔が浮き彫りになったワールド                  | 四千頭身                                                                                   | 11月2日         |
| 21              | 東京近郊のチャーハン屋さんをはしご旅してみたらおいしくてお腹がいっぱいになりすぎたワールド      | ビビる大木                                                                                 | 11月16日        |
| 22              | ロケ中にゴミ拾いをしたら内村が「これ配信されんのか…」と言ったワールド                           | 堀内健（ネプチューン） 中岡創一（ロッチ）                                                  | 11月30日        |
| 23              | デートしたらとんでもないクイズが出来たりおかしなカップルが生まれちゃったワールド 前編           | 大久保佳代子（オアシズ） 村上愛（Aマッソ） 木村美穂（阿佐ヶ谷姉妹） ラランド               | 12月14日        |
| 24              | デートしたらとんでもないクイズが出来たりおかしなカップルが生まれちゃったワールド 後編           | 大久保佳代子（オアシズ） 村上愛（Aマッソ） 木村美穂（阿佐ヶ谷姉妹） ラランド               | 12月28日        |
| 25              | コント職人をあらゆるピンチに放なり込んでみたら普段使わない脳を使っちゃったワールド              | 小木博明（おぎやはぎ） 西村瑞樹（バイきんぐ） 森本晋太郎（トンツカタン）                   | 2024年 1月11日  |
| 26              | 16回目の人間ドックで体の不安を解消しようとしたらとうとう死にそうな人が2人出てきちゃったワールド | ニシダ（ラランド）                                                                         | 1月25日         |

### レギュラー配信以外
| 祝！5年目突入記念 公開内村さまぁ〜ず 編集しないとこんな感じになっちゃいますよ!?しかも生配信って!! - （第1部） 内村さまぁ〜ずにゆかりのない若手芸人！内さま出演を掛けた大笑い祭り!! - （第2部） 公開内村さまぁ〜ず 生配信に呼んじゃイケナイ芸人呼んじゃったスペシャル！ - これが出来たら取っ払い！公開！東MAXランド2010！ - 鳥居みゆきの扱いに少々困りながらのドキドキ大喜利大会！ | （第2部） 東貴博（Take2） 鳥居みゆき | （第1部） 流れ星 ザブングル イワイガワ やまもとまさみ ホーム・チーム インスタントジョンソン ハマカーン ななめ45° キングオブコメディ つぶやきシロー （第2部） 有吉弘行 | 2010年11月19日                         |
| 音とか歌とかの問題を今回だけは特に気にしなくてイイ男達!! | 飯尾和樹（ずん）                     | 大久保佳代子（オアシズ） いとうあさこ バービー（フォーリンラブ） | 2012年12月3日・10日 （TOKYO MX放送日） |
| 実験！内村さまぁ〜ず GUAMで4Kの可能性をお届けしたい男達!! | つぶやきシロー                       | | 2014年10月27日                         |
| これが出来たら取っ払い！東MAXスタジオジャパン！THE MOVIE！ | 東貴博（Take2）                      | | 2015年7月25日                          |
| 第2回！4Kの可能性をお届けしたい内さま達!! | ずん                                 | | 2015年8月31日                          |

## DVD
Vol.1-10までSony Music Direct、Vol.11からはアニプレックスで発売。1本につき3回分ずつ収録されている。基本的に発売は3本同時発売する形式をとっている。
番組最初期に出演したよしもとクリエイティブ・エージェンシー所属の芸人が出演した回は収録されていない。（＃5,7,8が該当し2016年に出演した分は収録されている）
2012年7月25日に40巻を発売。上述したとおり、「1つの日本のバラエティ番組におけるDVDリリース数」としてギネス世界記録に認定された。

## 書誌情報
2015年にLoppi・HMVで先行発売され、翌年に一般発売された。
- 内村さまぁ〜ず10年目突入記念オフィシャルブック（東京ニュース通信社〈TOKYO NEWS MOOK〉、2016年2月24日、ISBN 978-4-86336-506-3）

## スタッフ
- ナレーター：あおい洋一郎
- 構成：そーたに、中野俊成、松田幸三、たかはC、石田雄二郎、さかE、みゃーなが、宮地ケンスケ
- ロケ技術：青木芳行（カメラ）
- 美術：小笠原吾郎（TACreate）
- タイトル：安田達夫
- CG：小倉ヨシヒロ
- 編集：松沢章（ヌーベルアージュ）
- MA：志村武浩（ヌーベルアージュ）
- 音効：保苅智子
- ヘアメイク：大の木ひで (Hidden)
- スタイリスト：中谷東一、船橋翔太
- 技術協力：ヌーベルアージュ、東京オフラインセンター
- アシスタントプロデューサー：相沢直、星屋沙希
- ディレクター：小林剛、吉野裕二、小山薫、藤本晃輔
- 演出：飯山直樹
- プロデューサー：吉岡大輔、志水大介、杉山剛・佐野弘明（Sony Music）
- チーフプロデューサー：工藤浩之
- 制作：K-max
- 制作協力：ケイマックス・ブラザース、ソリトンシステムズ
- 製作著作：内村さまぁ〜ず製作委員会 (Sony Music、K-max)

過去のスタッフ
- 構成：竹村武司、yusaku
- ロケ技術：佐々野昌樹（音声）
- 美術：森つねお、廣澤陽子（TACreate）
- CG：神保宏房、Vision
- 編集・MA：IMAGICA
- スタイリスト：高村純子
- ディレクター：犬飼義啓、関谷司
- プロデューサー：大内登
- 製作著作：ネオ

## ネット局
| 放送対象地域   | 放送局                | 系列           | 放送期間         | 放送時間                     | 備考                                              |
| -------------- | --------------------- | -------------- | ---------------- | ---------------------------- | ------------------------------------------------- |
| 愛知県         | テレビ愛知（TVA）     | テレビ東京系列 | 2009年9月30日 -  | 木曜 3:05 - 3:35（水曜深夜） | [ 注 17 ]                                         |
| 福岡県         | TVQ九州放送（TVQ）    | テレビ東京系列 | 2009年10月7日 -  | 木曜 1:00 - 1:30（水曜深夜） |                                                   |
| 熊本県         | 熊本放送（RKK）       | TBS系列        | 2010年1月19日 -  | 火曜 1:30 - 2:00（月曜深夜） | [ 注 18 ] [ 注 19 ] [ 注 20 ] [ 注 21 ] [ 注 22 ] |
| 鹿児島県       | 南日本放送（MBC）     | TBS系列        | 2010年3月30日 -  | 火曜 0:45 - 1:15（月曜深夜） | [ 注 23 ]                                         |
| 静岡県         | 静岡第一テレビ（SDT） | 日本テレビ系列 | 2010年4月5日 -   | 月曜 1:25 - 1:55（日曜深夜） | [ 注 24 ]                                         |
| 北海道         | 北海道テレビ（HTB）   | テレビ朝日系列 | 2010年4月16日 -  | 水曜 0:50 - 1:20（火曜深夜） | [ 注 25 ]                                         |
| 香川県・岡山県 | 西日本放送（RNC）     | 日本テレビ系列 | 2010年5月23日 -  | 水曜 0:54 - 1:24（火曜深夜） |                                                   |
| 宮城県         | 東北放送（tbc）       | TBS系列        | 2010年10月13日 - | 金曜 1:00 - 1:30（木曜深夜） | [ 注 26 ]                                         |
| 大分県         | 大分放送（OBS）       | TBS系列        | 2010年11月9日 -  | 火曜 0:58 - 1:28（月曜深夜） |                                                   |
| 岩手県         | テレビ岩手（TVI）     | 日本テレビ系列 | 2011年5月8日 -   | 日曜 1:25 - 1:55（土曜深夜） | [ 注 27 ]                                         |
| 広島県         | 中国放送（RCC）       | TBS系列        | 2011年10月25日 - | 火曜 1:28 - 1:58（月曜深夜） | [ 注 28 ]                                         |
| 新潟県         | 新潟放送（BSN）       | TBS系列        | 2012年10月9日 -  | 月曜 0:55 - 1:25（日曜深夜） | [ 注 29 ]                                         |
| 秋田県         | 秋田放送（ABS）       | 日本テレビ系列 | 2013年1月13日 -  | 火曜 0:54 - 1:24（月曜深夜） | [ 注 30 ]                                         |
| 石川県         | 北陸朝日放送（HAB）   | テレビ朝日系列 | 不明 -           | 土曜 15:30 - 16:00           | [ 注 31 ]                                         |

### 過去に放送していた局
| 放送対象地域 | 放送局                | 系列           | 放送期間                        | 放送日時（打ち切り時点）     | 備考                                    |
| ------------ | --------------------- | -------------- | ------------------------------- | ---------------------------- | --------------------------------------- |
| 東京都       | TOKYO MX（MX）        | 独立局         | 2009年4月2日 -2024年3月25日     | 月曜 23:30 - 翌0:00          | E!TV枠                                  |
| 神奈川県     | テレビ神奈川（tvk）   | 独立局         | 2009年4月3日 - 2010年3月26日    | 金曜 23:30 - 翌0:00          | E!TV枠                                  |
| 青森県       | 青森テレビ（ATV）     | TBS系列        | 2010年3月30日 - 2011年1月17日   | 火曜 23:50 - 翌0:20          | [ 注 34 ]                               |
| 京都府       | KBS京都（KBS）        | 独立局         | 2010年4月7日 - 2019年6月22日    | 土曜 23:00 - 23:30           | [ 注 35 ]                               |
| 長崎県       | 長崎国際テレビ（NIB） | 日本テレビ系列 | 2010年4月24日 - 2011年4月18日   | 月曜 1:50 - 2:20（日曜深夜） |                                         |
| 愛媛県       | 愛媛朝日テレビ（eat） | テレビ朝日系列 | 2010年11月20日 - 2011年10月15日 | 土曜 1:20 - 1:50（金曜深夜） | [ 注 36 ]                               |
| 石川県       | 北陸放送（MRO）       | TBS系列        | - 2020年10月7日                 | 水曜 1:40 - 2:10（火曜深夜） | [ 注 37 ] [ 注 38 ] [ 注 39 ]           |
| 新潟県       | テレビ新潟（TeNY）    | 日本テレビ系列 | 2010年5月2日 - 2012年4月22日    | 日曜 1:25 - 1:55（月曜深夜） |                                         |
| 山形県       | テレビユー山形（TUY） | TBS系列        | 2011年1月12日 - 2022年3月30日   | 水曜 1:25 - 1:55（火曜深夜） |                                         |
| 長野県       | 長野朝日放送（abn）   | テレビ朝日系列 | 2012年10月27日 - 2013年3月23日  | 土曜 1:10 - 1:40（金曜深夜） |                                         |
| 兵庫県       | サンテレビ（SUN）     | 独立局         | 2018年10月3日 - 2020年3月25日   | 水曜 20:54 - 21:24           | [ 注 40 ] [ 注 41 ]                     |
| 近畿広域圏   | 関西テレビ（KTV）     | フジテレビ系列 | 2022年1月12日 - 2022年9月14日   | 水曜 0:55 - 1:25（火曜深夜） | [ 注 42 ] [ 注 43 ] [ 注 44 ] [ 注 45 ] |
| 福島県       | テレビユー福島（TUF） | TBS系列        | 2010年4月1日 - 2022年9月16日    | 金曜 1:28 - 1:58（木曜深夜） | [ 注 46 ]                               |
| 山口県       | テレビ山口（tys）     | TBS系列        | 2014年10月7日 - 不明            | 火曜 1:33 - 2:03（月曜深夜） |                                         |
| 高知県       | テレビ高知（KUTV）    | TBS系列        | - 2022年12月21日                | 水曜 16:20 - 16:50           | [ 注 47 ]                               |

## 映画
『内村さまぁ〜ず THE MOVIE エンジェル』（うちむらさまぁ〜ず ザ・ムービー エンジェル）の題名で、映画化作品が2015年9月11日公開。監督は工藤浩之が担当。

### 主なキャスト（映画）
- 内山次郎 - 内村光良
- 三田村マサル - 三村マサカズ
- 大島耕作 - 大竹一樹
- 夕子 - 藤原令子
- 伊東 - 久保田悠来
- 広太 - 三谷翔太
- 広太の母親 - 渡辺奈緒子
- 中川 - 笑福亭鶴瓶[15]

- この他に、出川哲朗、カンニング竹山、土田晃之、つぶやきシロー、ビビる大木、ずん、東京03、サンドウィッチマン、ナイツ、U字工事、キャイ〜ン、肥後克広・上島竜兵（ダチョウ倶楽部）、アンガールズ、木本武宏（TKO）、児嶋一哉（アンジャッシュ）、大久保佳代子（オアシズ）など多数の芸人が出演。
- TIM、ふかわりょうも出演し、劇中で『内村プロデュース』で誕生した内村、さまぁ～ず、TIM、ふかわたち6人のユニット・NO PLANが（1シーンのみではあるものの）6年ぶりに復活を果たした。一方、バカリズムは当初出演予定ではあったもののスケジュールの都合で急遽出演できなかった。出演はしていないが有吉弘行は内村プロデュースで披露していたキャラ「猫男爵」として、バナナマンは自身のコントに出てくるキャラ「赤えんぴつ」として、ポスターのみで登場。なお有吉はこの映画の舞台挨拶の直後に収録された回にゲストMCとして参加、5年ぶりの番組出演を果たした。そしてエンドロールでは、レギュラー回の♯203にて東京03・角田晃広が作曲した「内村さまぁ～ずな男達」が“尺調整”という名目で流された。

### スタッフ（映画）
- 監督：工藤浩之
- 脚本：森ハヤシ、たかはC
- 音楽：福廣秀一朗
- 主題歌：PUFFY「これが私の生きる道」（Epic Records Japan）[16]
- 監督補：中里洋一
- 撮影：青木芳行
- 照明：田部谷正俊
- 録音：岩丸恒
- 美術：森つねお
- スタイリスト（さまぁ〜ず担当）：髙村純子
- 衣装：南啓太
- ヘアメイク：佐藤由貴
- 編集：相良直一郎
- 音響効果：渋谷圭介
- 制作担当：松井嚆矢
- ラインプロデューサー：的場明日香
- プロデューサー：上野裕平、杉山剛、吉岡大輔、志水大介、宇田川寧
- 制作：ダブ
- 製作：「内村さまぁ〜ず THE MOVIE エンジェル」製作委員会（ケイマックス・ブラザース、ソニー・ミュージックエンタテインメント、マセキ芸能社、ホリプロ、東宝、ローソンHMVエンタテイメント、ひかりTV、ダブ）
- 配給：東宝映像事業部

### ラジオ特番
映画公開を記念して、公開当日の2015年9月11日（金曜日）22:00 - 24:00、ニッポン放送をキー局にNRNにて『内村さまぁ〜ずのオールナイトニッポンGOLD 映画公開記念スペシャル』と題したラジオ特別番組が放送された。内村にとってはかつて相方の南原清隆とコンビでパーソナリティを担当した『ウッチャンナンチャンのオールナイトニッポン』以来のオールナイトニッポン出演であり、また、さまぁ〜ずは2005年にマイナスターズとしてパーソナリティを担当したが、今回はさまぁ～ず名義として初めてパーソナリティを担当した。このほか、ビビる大木がゲストMCを務めた。

### 映像ソフト
2016年2月24日に発売。発売元・販売元はアニプレックス。Loppi・HMV限定の「Special Edition」には特典映像としてスペシャルメイキング映像と、「内さま映画の撮影現場に密着してみたい男達!!」が収録されている。
- 内村さまぁ〜ず THE MOVIE エンジェル （DVD、ANSB-50101） - 通常版
- 内村さまぁ〜ず THE MOVIE エンジェル Special Edition（Blu-ray、ANTX-50101/2）
- 内村さまぁ〜ず THE MOVIE エンジェル Special Edition（DVD、ANTB-50101/2）

## 新人内さまライブ
新人お笑い芸人の発掘を目的として行われていたお笑いのライブイベント。2013年4月より基本的に毎月行われ、2018年1月のシーズン5のチャンピオン大会をもって終了した。
毎月のライブイベントでは観客の投票によって優勝者が決定される。各シーズン（約1年）の最後に月毎のライブイベントの優勝者が集まるチャンピオン大会が行われ、ここで優勝すると当番組にゲストMCとして出演する権利が与えられる。
| Vol.             | 開催日   | MC                           | 優勝                       | 出典          |
| ---------------- | -------- | ---------------------------- | -------------------------- | ------------- |
| Vol.1            | 4月26日  | 柴田英嗣（アンタッチャブル） | わらふぢなるお             | [ 18 ]        |
| Vol.2            | 5月30日  | つぶやきシロー               | ザンゼンジ                 | [ 19 ]        |
| Vol.3            | 6月26日  | 小島よしお                   | マツモトクラブ             | [ 20 ]        |
| Vol.4            | 7月23日  | 坪倉由幸（我が家）           | シリフリ                   | [ 21 ]        |
| Vol.5            | 8月20日  | はなわ                       | マザー                     | [ 22 ]        |
| Vol.6            | 9月30日  | 団長安田（安田大サーカス）   | マザー                     | [ 23 ]        |
| Vol.7            | 10月29日 | 土屋伸之（ナイツ）           | ザンゼンジ、マツモトクラブ | [ 24 ]        |
| Vol.8            | 11月26日 | 小峠英二（バイきんぐ）       | マツモトクラブ             | [ 25 ]        |
| チャンピオン大会 | 12月27日 | 内村光良、さまぁ〜ず         | フレンチブル               | [ 26 ] [ 27 ] |

| Vol.1            | 2月28日  | つぶやきシロー             | わらふぢなるお       | [ 28 ]        |
| Vol.2            | 3月28日  | 井戸田潤（スピードワゴン） | わらふぢなるお       | [ 29 ]        |
| Vol.3            | 4月23日  | 飯塚悟志（東京03）         | しゃもじ             | [ 30 ] [ 31 ] |
| Vol.4            | 5月28日  | いとうあさこ               | マツモトクラブ       | [ 32 ] [ 33 ] |
| Vol.5            | 6月25日  | 飯尾和樹（ずん）           | S×L                  | [ 34 ] [ 35 ] |
| Vol.6            | 7月30日  | 原口あきまさ               | インデペンデンスデイ | [ 36 ] [ 35 ] |
| Vol.7            | 8月25日  | レッド吉田（TIM）          | マッハスピード豪速球 | [ 37 ] [ 38 ] |
| Vol.8            | 9月26日  | 神奈月                     | マツモトクラブ       | [ 39 ] [ 40 ] |
| Vol.9            | 10月29日 | 鈴木拓（ドランクドラゴン） |                      | [ 41 ] [ 42 ] |
| Vol.10           | 11月26日 | 山根良顕（アンガールズ）   | マツモトクラブ       | [ 43 ] [ 44 ] |
| チャンピオン大会 | 12月12日 | 内村光良、さまぁ〜ず       | しゃもじ             | [ 45 ] [ 46 ] |

| Vol.1            | 2月27日  | コカドケンタロウ（ロッチ）   | わらふぢなるお       | [ 47 ]        |
| Vol.2            | 3月24日  | 小沢一敬（スピードワゴン）   | ロングロング         | [ 48 ] [ 49 ] |
| Vol.3            | 4月30日  | 角田晃広（東京03）           | 巨匠                 | [ 50 ] [ 51 ] |
| Vol.4            | 5月27日  | 中岡創一（ロッチ）           | マツモトクラブ       | [ 52 ] [ 53 ] |
| Vol.5            | 6月29日  | イジリー岡田                 | ねじ                 | [ 54 ] [ 55 ] |
| Vol.6            | 7月30日  | 柴田英嗣（アンタッチャブル） | ロングロング         | [ 56 ] [ 57 ] |
| Vol.7            | 8月27日  | 塙宣之（ナイツ）             | ロングロング         | [ 58 ]        |
| Vol.8            | 9月29日  | ちゅうえい（流れ星）         | マツモトクラブ       | [ 59 ] [ 60 ] |
| Vol.9            | 10月27日 | やす（ずん）                 | しゃもじ             | [ 61 ] [ 62 ] |
| Vol.10           | 11月27日 | 浜谷健司（ハマカーン）       | 勝又                 | [ 63 ] [ 64 ] |
| チャンピオン大会 | 12月8日  | 内村光良、さまぁ〜ず         | インデペンデンスデイ | [ 65 ] [ 66 ] |

| Vol.1            | 2月26日  |                      |                |        |
| Vol.2            | 3月30日  |                      |                |        |
| Vol.3            | 4月27日  |                      |                |        |
| Vol.4            | 5月31日  |                      |                |        |
| Vol.5            | 6月27日  |                      |                |        |
| Vol.6            | 7月28日  |                      |                |        |
| Vol.7            | 8月26日  |                      |                |        |
| Vol.8            | 9月27日  |                      |                |        |
| Vol.9            | 10月25日 |                      |                |        |
| Vol.10           | 11月26日 |                      |                |        |
| チャンピオン大会 | 12月23日 | 内村光良、さまぁ〜ず | マツモトクラブ | [ 67 ] |

| Vol.1            | 2月25日   |                      |                |        |
| Vol.2            | 3月29日   |                      |                |        |
| Vol.3            | 4月26日   |                      |                |        |
| Vol.4            | 5月30日   |                      |                |        |
| Vol.5            | 6月27日   |                      |                |        |
| Vol.6            | 7月31日   |                      |                |        |
| Vol.7            | 8月25日   |                      |                |        |
| Vol.8            | 9月       |                      | マツモトクラブ |        |
| Vol.9            | 10月      |                      |                |        |
| Vol.10           | 11月      |                      |                |        |
| Vol.11           | 12月      |                      |                |        |
| チャンピオン大会 | 2018年1月 | 内村光良、さまぁ〜ず | ペンギンズ     | [ 68 ] |